# Offshore-Windpark

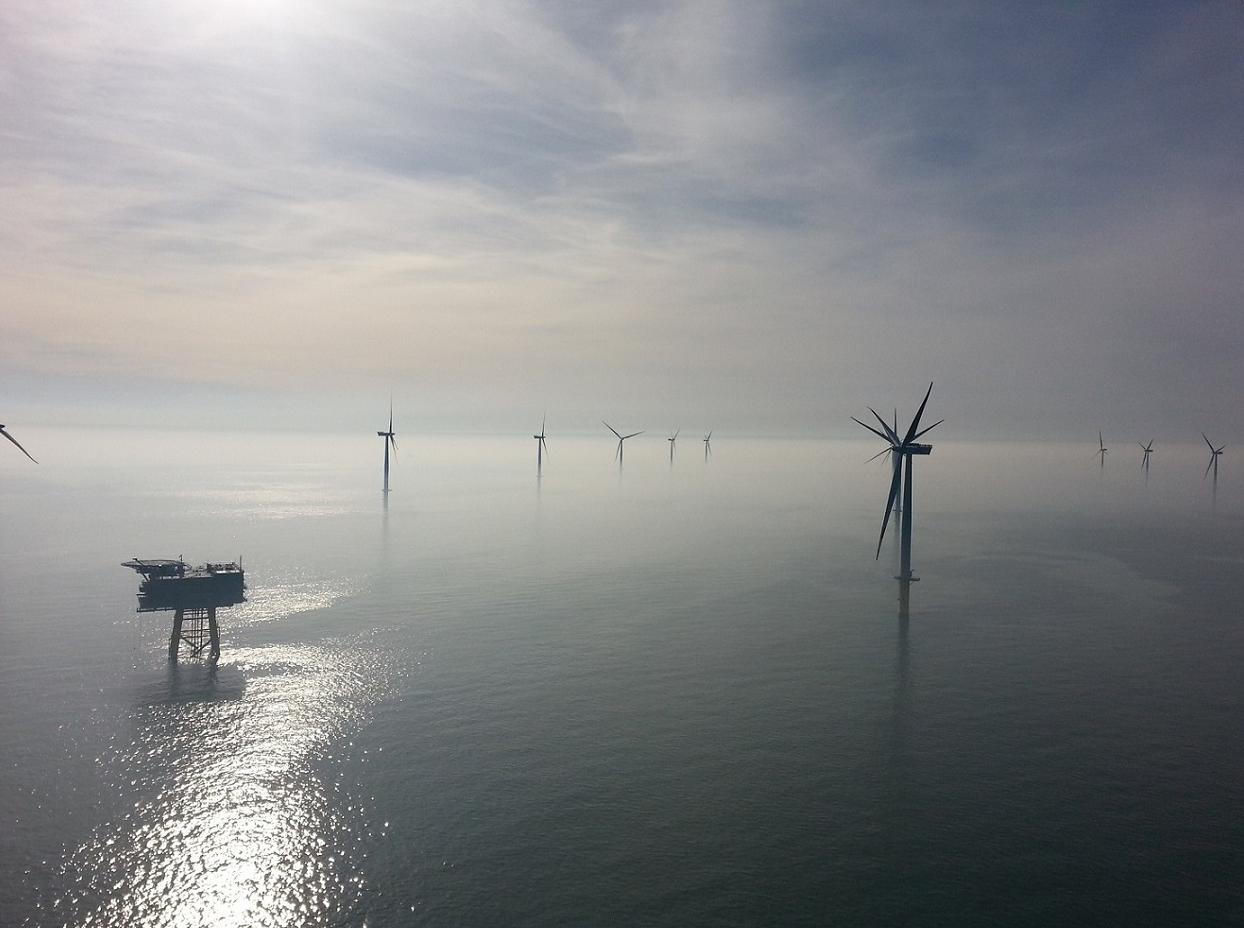
Blick auf den Offshore-Windpark Riffgat nordwestlich der Insel Borkum (links die Umspannplattform) bei leichtem Nebel

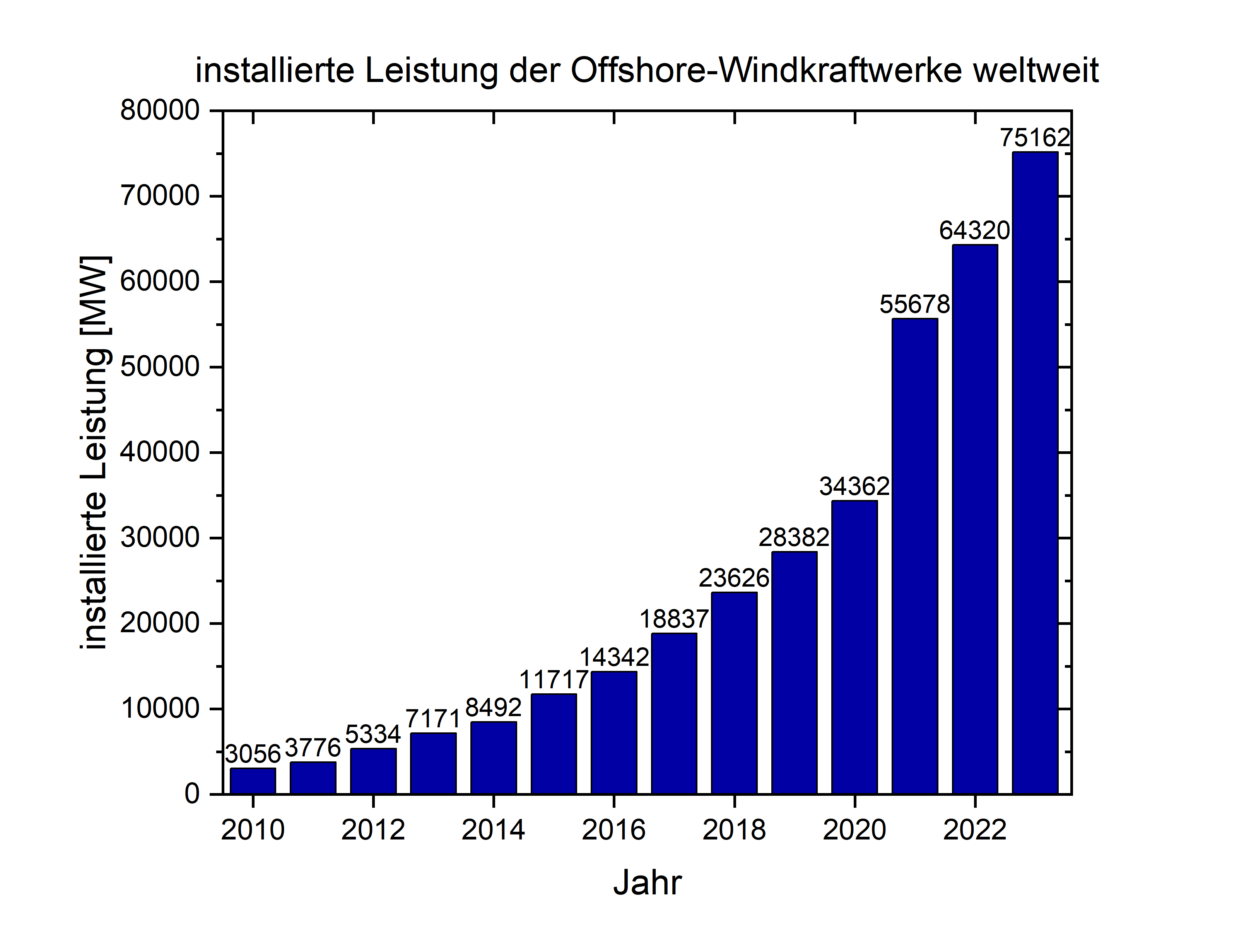
Entwicklung der weltweit installierten Leistung (Kapazität) an Offshore-Windenergie

Offshore-Windparks (OWP) sind Windparks, die im Küstenvorfeld der Meere errichtet werden.
Die im Deutschen gelegentlich benutzte Bezeichnung „Hochsee-Windpark“ für Offshore-Windparks ist irreführend, da diese bisher nicht auf „hoher See“, sondern ausschließlich auf dem Festlandsockel errichtet werden. Offshore-Standorte zeichnen sich üblicherweise durch relativ kontinuierliche Windbedingungen und hohe durchschnittliche Windgeschwindigkeiten aus, weshalb in ihnen installierte Windkraftanlagen für gewöhnlich eine hohe Auslastung von 3500 bis 5000 Volllaststunden erzielen. Da Errichtung, Netzanbindung und Betrieb insbesondere bei großen Küstenentfernungen und hohen Wassertiefen deutlich teurer sind als bei Windparks an Land, liegen die Stromgestehungskosten trotz größerer Stromerträge höher als bei der Windenergienutzung an Land.
Offshore-Regionen in Europa mit hohen Windstärken sind insbesondere die Nordsee, die Irische See bis Nordfrankreich, die Iberische Atlantikküste rund um La Coruña, der Golfe du Lion im Mittelmeer, die Griechische Ägäis, Teile der Küste Italiens Provinz Lecce, Provinz Tarent und Provinz Brindisi.
Ende 2024 lag die installierte Gesamtleistung aller Offshore-Windkraftanlagen bei 83,16 GW (2023: 75,16 GW). Das waren 7,3 % der gesamten installierten Leistung der Windkraftwerke der Welt, die 1135,5 GW betrug. 41,81 GW oder 50,3 % der installierten Offshore-Windleistung gehörte zu China. Das Vereinigte Königreich, das von 2009 bis 2020 weltweit führend in der Nutzung der Offshore-Windenergie war, hatte Ende 2024 mit einer Leistung von 15,93 GW einen Anteil von 19,2 % an der installierten Offshore-Windleistung, gefolgt von Deutschland mit 9,04 GW bzw. 10,9 %. Weitere Länder mit beträchtlicher Offshore-Leistung sind die Niederlande mit 4,89 GW (5,9 %), Dänemark mit 2,65 GW (3,2 %), Belgien mit 2,26 GW (2,7 %) und Taiwan mit 3,04 GW (3,7 %). Daneben setzt eine Reihe weiterer Staaten wie beispielsweise Finnland, Frankreich (2024: 1,50 GW) und Japan auf einen starken Ausbau ihrer Offshore-Kapazität. Die Liste der Offshore-Windparks nennt die wichtigsten Projekte weltweit.

## Errichtung
Die Errichtung von Offshore-Windparks erfolgt mittels geschleppter Hubinseln oder speziell für diese Aufgabe gebaute Errichterschiffe. Sowohl Hubinseln als auch Errichterschiffe verfügen über einen Schwerlastkran, Stellfläche für Komponenten von Windkraftanlagen sowie ausfahrbare Standbeine, mit denen sie sich während der Errichtung der Anlagen fest auf dem Meeresboden verankern. Wichtige Bauschritte sind die Installation der Gründungsstrukturen, die Montage des Übergangsstücks zwischen Fundament und Turm, die Turmmontage, sowie die Installation der Turbine selbst, die ihrerseits wiederum aus mehreren Schritten besteht. Wichtig ist zudem die Verkabelung der einzelnen Anlagen mit der Umspannplattform sowie das Verlegen des Exportkabel zur Übergabestation an Land. Häufig sind mehrere Schiffe und Plattformen parallel an der Ausführung verschiedener Tätigkeiten in einem Windpark zu Gange.

### Eingesetzte Windkraftanlagen

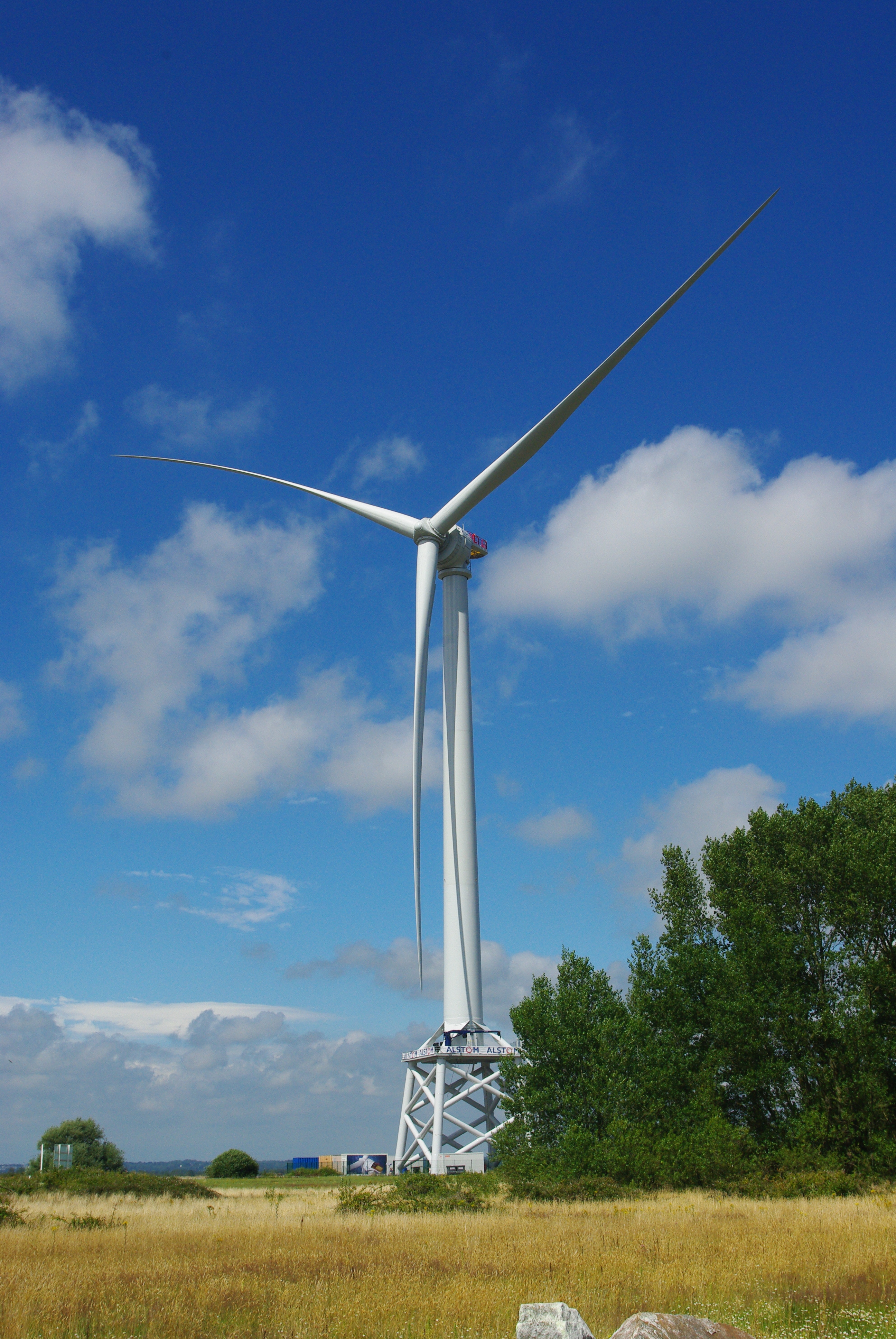
Prototyp der Alstom Haliade (aufgestellt 2012)

Da Offshore-Standorte deutlich größere Ansprüche an Windkraftanlagen stellen als Standorte an Land, kommen hier speziell für diese Bedingungen entwickelte Anlagentypen zum Einsatz. Dabei verfolgen die Hersteller zwei Lösungsstrategien: Die Marinisierung von bestehenden Onshore-Anlagen durch entsprechende Modifikationen oder die komplette Neuentwicklung von reinen Offshore-Anlagen. Neben den Belastungen, die durch die hohen Windgeschwindigkeiten auftreten, müssen die Anlagen insbesondere mit einem Korrosionsschutz gegen die salzhaltige Umgebungsluft geschützt werden. Hierfür finden meerwasserbeständige Werkstoffe Verwendung, auch werden häufig Baugruppen vollständig gekapselt bzw. Maschinenhäuser und Türme mit Überdruckbelüftung ausgestattet. Um Ausfälle und Stillstände zu minimieren, sind die Anlagen häufig mit umfangreicheren Überwachungssystemen, Bordkränen für kleinere Reparaturarbeiten, Hubschrauberplattformen und/oder speziellen Anlandeplattformen zur besseren Erreichbarkeit bei hohem Seegang ausgestattet. Daneben sind bestimmte betriebswichtige Systeme, sofern dies möglich ist, redundant ausgelegt. Zertifiziert werden die meisten modernen Offshore-Turbinen mittlerweile für eine Betriebsdauer von 25 Jahren (Stand 2015).
Verglichen mit Onshore-Windparks ist der Anteil der Windkraftanlagen an den Gesamtkosten deutlich geringer, während die Kosten für Installation, Fundamente, Innerparkverkabelung und Netzanschluss prozentual höher liegen. Beim Offshore-Windpark Nysted machten die Turbinenkosten z. B. nur knapp 50 % der Gesamtinstallationskosten aus, während 51 % auf die Nebenkosten entfielen. Da sich diese Nebenkosten mit einer Vergrößerung der Turbine nur unterproportional erhöhen, und auch Logistik und Wartung bei Großturbinen einfach möglich sind, ist in der Offshorebranche seit Jahren ein Trend zu immer größeren Turbinen festzustellen. Wurden in den ersten kommerziellen Offshore-Windparks bis etwa Ende der 2000er Jahre v. a. Turbinen mit 2 bis 3 MW Nennleistung und Rotordurchmessern von 80 bis 100 Metern eingesetzt, dominieren seit Ende der 2000er Jahre Windkraftanlagen mit 3,6 bis 6 MW und Rotordurchmessern zwischen 107 und 126 Metern. 2012/2013 wurden von mehreren Herstellern neue Anlagentypen vorgestellt, deren Prototypen zumeist bereits installiert und in Betrieb genommen wurden. Diese Anlagen weisen mit Nennleistungen zwischen 6 und 8 MW und Rotordurchmessern von 150 bis 171 Metern nochmal deutlich höhere Werte auf, wobei insbesondere die Rotorblattfläche zur Maximierung des Energietrages sowie der Kostenreduktion überproportional angehoben wurde. In Serie gingen sie ab Mitte der 2010er Jahre.
2021 wurden – etwa vor England im Windpark Triton Knoll – 9,5-MW-Generatoren installiert. Anlagen mit über 10 MW (z. B. GE Haliade X.13 MW oder Siemens Gamesa SG 14-222 DD) mit Rotordurchmessern von 220 Metern befanden sich 2020 in der Entwicklung. Im Mai 2023 erreichte eine Windkraftanlage vom Typ Vestas V236-15.0 MW erstmals eine Leistung von 15 MW; sie hat einen Rotordurchmesser von 236 Metern.

### Gründung der Offshore-Windenergieanlagen

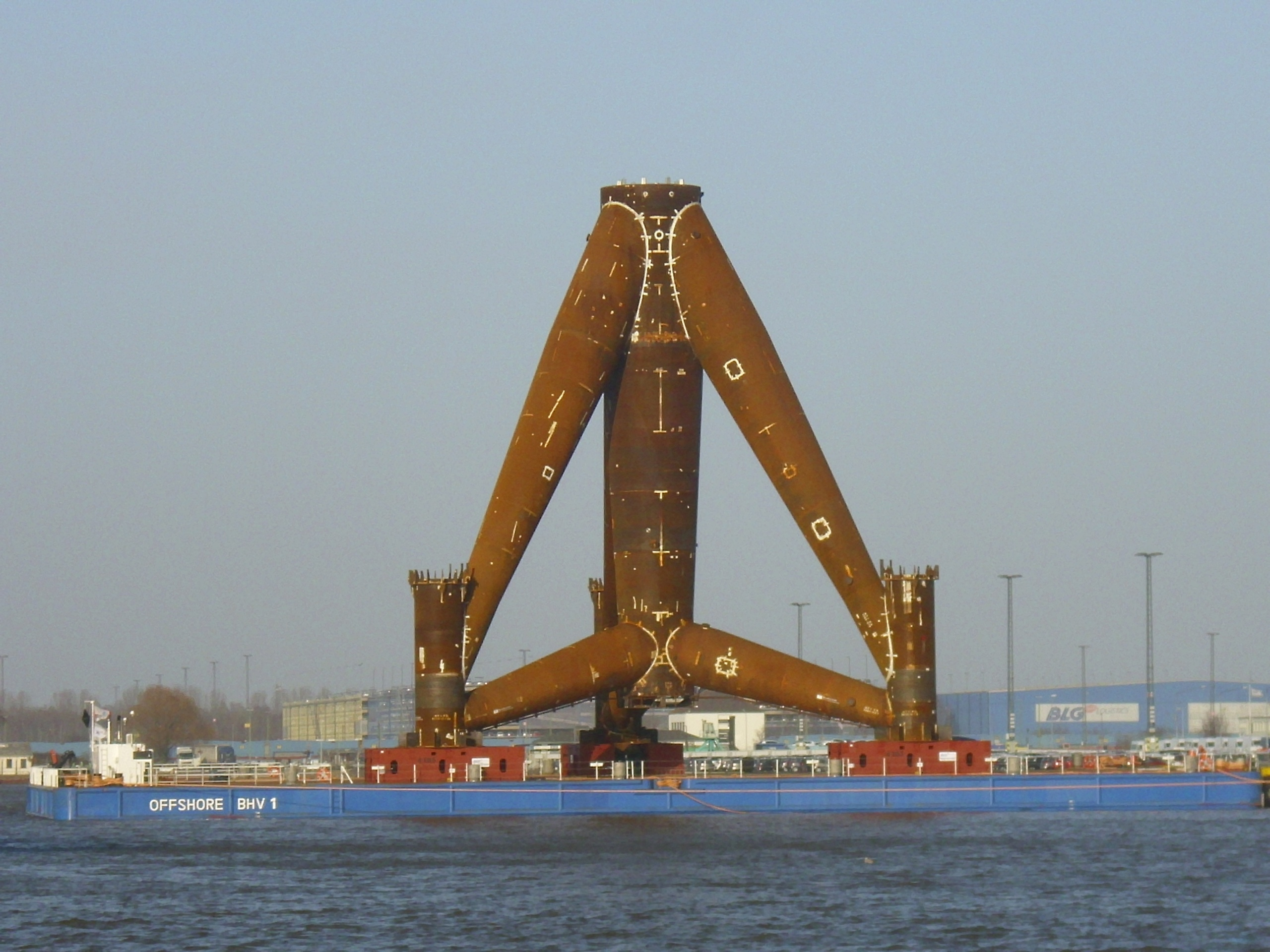
Tripod-Sockel in Bremerhaven

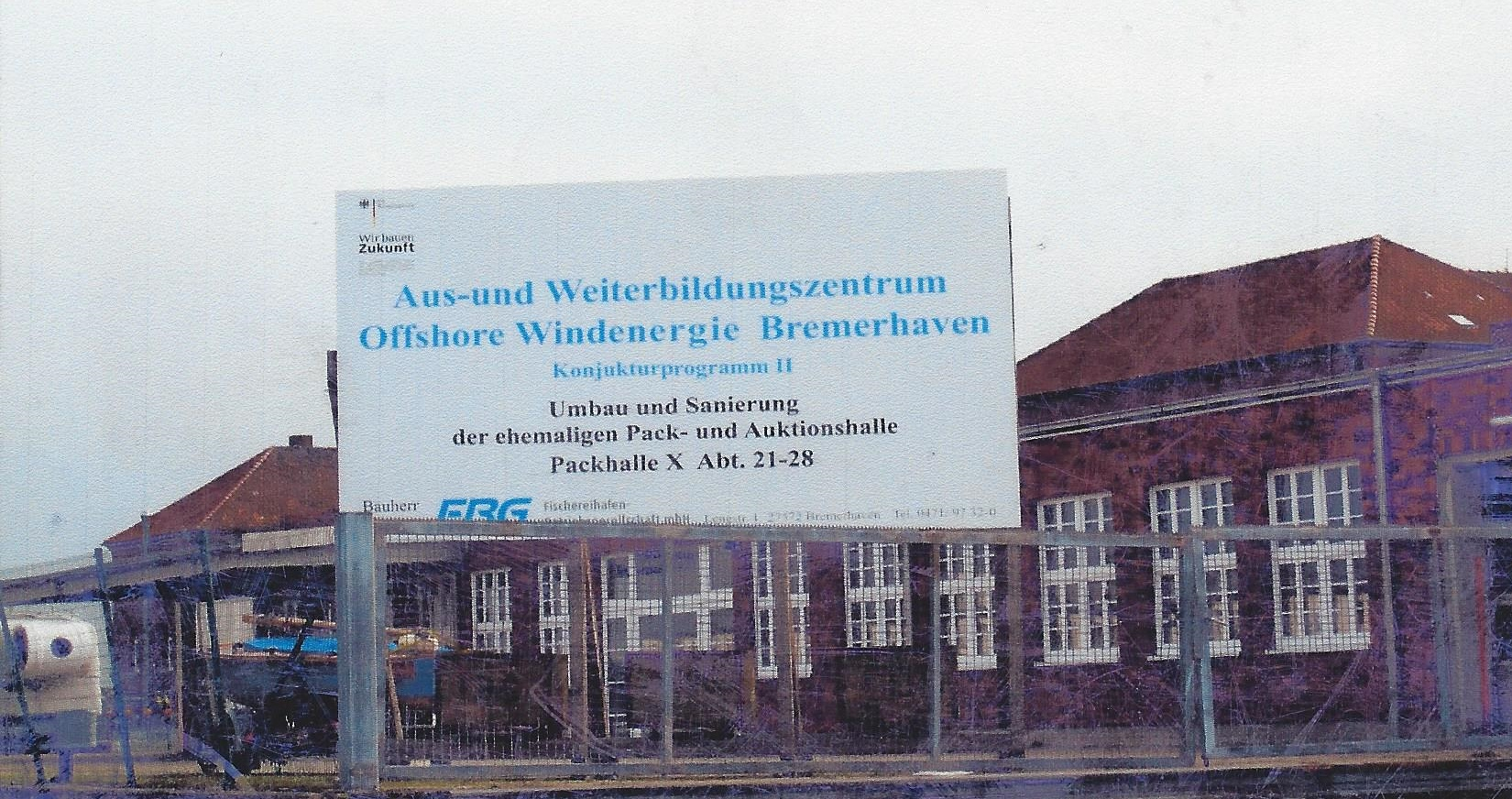
Umwidmung der Packhalle X in Bremerhaven (2011)

Auf die Gründung der Bauwerke wirken das eigene Gewicht, die Strömung des Wassers (auch die zyklische durch Ebbe und Flut) und die Kraft der Wellen. Die Kraft des Windes wirkt auf alle Teile des Bauwerks außerhalb des Wassers und indirekt auf die Gründung. All diese Kräfte können sich addieren. In der Nordsee ist der Grund meist sandig und damit relativ nachgiebig. Damit besteht die Gefahr von Langzeitverformungen, die die Standsicherheit der Anlagen gefährden.
Auch an die Korrosionsbeständigkeit der Offshore-Bauwerke werden erhöhte Anforderungen gestellt, da die Anlagen ständig salzhaltigem Wasser und ebensolcher Luft ausgesetzt sind. Es wird versucht, mit kathodischen Korrosionsschutzstrom-Anlagen (KKS-Anlagen) der Anfälligkeit des verwendeten Stahls entgegenzuwirken.
An die langfristige Standsicherheit der Offshorebauwerke sind die Anforderungen umso höher, je größer die Wassertiefe am Standort ist. Dies spielt besonders für deutsche Windparks, die fast nur im großen Abstand von der Küste genehmigt werden, eine große Rolle. Die Windenergieanlagen müssen sicher auf dem Boden gegründet werden. Es gibt verschiedene Gründungsmöglichkeiten:
- Flachgründung mit und ohne Schürzen
- Monopile-Gründungen (1 Pfahl), (flaches Wasser, Dänemark, England, Deutschland)[23]
- Tripod-, Tripile-Gründungen (jeweils 3 Pfähle) und Jacket-Gründungen (48 Pfähle) für tiefere Bereiche (Deutschland, bis zu 50 Meter Wassertiefe)
- Schwerkraft-Fundamente ohne tiefe Gründung

Auch schwimmende Windenergieanlagen sind möglich und werden gebaut, beispielsweise wurde 2017 Hywind Scotland mit insgesamt 30 MW in Betrieb genommen, 2020 Windfloat Atlantik mit 17 MW. Ende 2020 erreichten schwimmende Anlagen in Europa eine Gesamtkapazität von 82 MW. Schwimmende Tragstrukturen gelten zwar als vergleichsweise teuer, lassen sich jedoch einfacher auf große Anlagen anpassen und ermöglichen eine einfachere Logistik. Dadurch kommen sie insbesondere für große Anlagen in größerer Wassertiefe in Frage. Zudem ist von Vorteil, dass harte Schläge von starken Windböen durch Zurückschwingen der Plattform etwas gedämpft werden können.

### Elektrische Anbindung von Offshore-Windparks

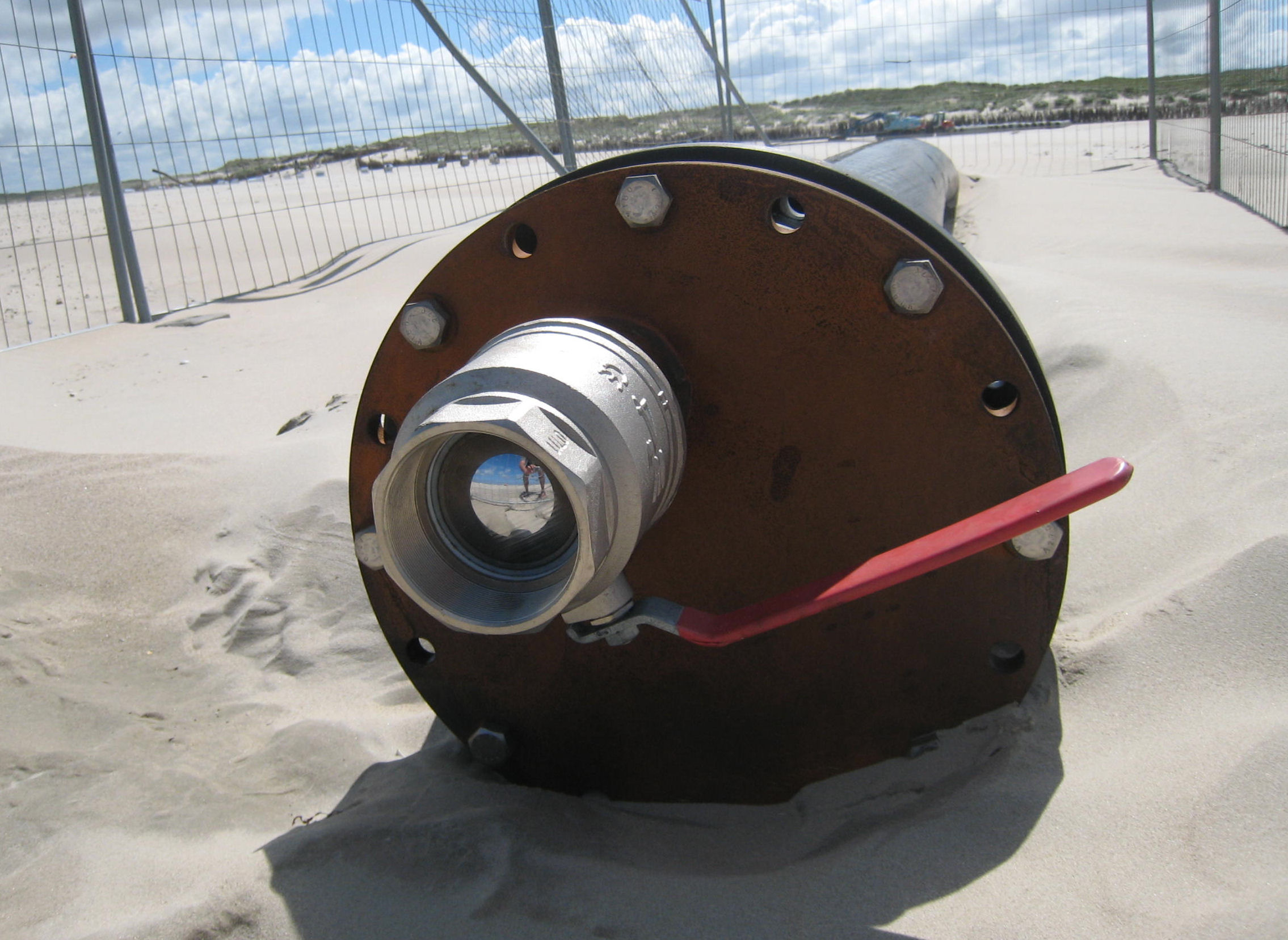
Abschluss eines Leerrohrs für ein Seekabel auf Norderney

Offshore-Windparks liefern ihre Energie über Seekabel an die Küste. Dort wird die Energie zumeist auf Höchstspannungsebene in das allgemeine Stromnetz eingespeist. Bei längeren Übertragungsstrecken ist zur Energieübertragung von See zu Land die Hochspannungs-Gleichstrom-Übertragung (HGÜ) eine Alternative zur Wechselstrom-Übertragung. Bei Gleichstrom-Übertragung fallen prinzipbedingt weniger Verluste an, da dann keine Blindleistung übertragen werden muss. Blindleistung führt im Wechselspannungsnetz immer zu Wirkverlusten durch den erhöhten Strom in der Leitung. Da die Kapazität eines Seekabels deutlich höher ist als die einer Freileitung an Land, ist der Einsatz von HGÜ auch bei relativ kurzen Entfernungen bereits wirtschaftlich; man geht davon aus, dass ab ca. 55 bis 70 km Kabellänge HGÜ-Systeme wirtschaftlicher sind als eine herkömmliche Anbindung. Um die Wechselspannung der Windkraftanlage in Gleichspannung umzuwandeln, benötigt der Offshore-Windpark zusätzlich eine Konverter-Plattform. Diese kann in Form einer gasisolierten Schaltanlage errichtet werden, wodurch die Plattform kleiner und damit günstiger werden kann.
Da weltweit die meisten Stromnetze Wechselstromnetze sind, steht am Ende jeder HGÜ ein Stromrichter, der den ankommenden Gleichstrom in Wechselstrom umwandelt. Aufgrund der damit verbundenen höheren Kosten sowie der Verluste im Wechselrichter in Höhe von 1,2 bis 2 % müssen vor Errichtung eines Offshore-Windparks technische und wirtschaftliche Aspekte abgewogen werden, um zu bestimmen, wie die elektrische Anbindung an die Küste am günstigsten erfolgen kann.
Für die Windparks in der deutschen AWZ in der Nordsee erfolgt wegen der großen Entfernung zum Festland die Energieübertragung in der Regel über eine HGÜ. Anfang 2012 wurde die erste HGÜ BorWin 1 zur Anbindung des Windparks (OWP) „BARD Offshore 1“ gebaut. Bis Anfang 2015 sind weitere HGÜ wie die HGÜ HelWin 1 für die OWP „Nordsee Ost“, „Meerwind Süd/Ost“ sowie HGÜ SylWin 1 für den OWP „DanTysk“ und HGÜ BorWin 2 für den OWP „Global Tech I“ in Betrieb genommen worden, weitere wie die HGÜ DolWin 1 für den „Trianel Windpark Borkum“ sind in Bau, weitere geplant.
Der weitere Ausbau der Windenergie an der Küste macht eine Verstärkung des Übertragungsnetzes erforderlich, wenn die von Windparks gelieferte Energie vom Norden Deutschlands weiter in die Verbrauchszentren im Ruhrgebiet und in Süddeutschland transportiert werden soll. Gegenwärtig ist in Deutschland geplant, den Strom auf dem Land auch zukünftig über Hochspannungs-Überlandleitungen zu transportieren. Dies wird damit begründet, dass hierzulande Überlandleitungen billiger zu betreiben seien als im Boden verlegte Kabel. Daneben wird auch der Bau von insgesamt vier HGÜ-Trassen von Norddeutschland nach Süddeutschland erwogen.

### Energiespeicherung und -transport per Power-to-Gas
Eine Alternative zur elektrischen Anbindung von Offshore-Windparks an das Stromnetz ist die Wandlung des erzeugten elektrischen Stroms in chemische Speichermedien noch auf See (insbesondere die Erzeugung von grünem Wasserstoff aus entsalzenem Meerwasser per Power-to-Gas).

## Betrieb

### Windbedingungen

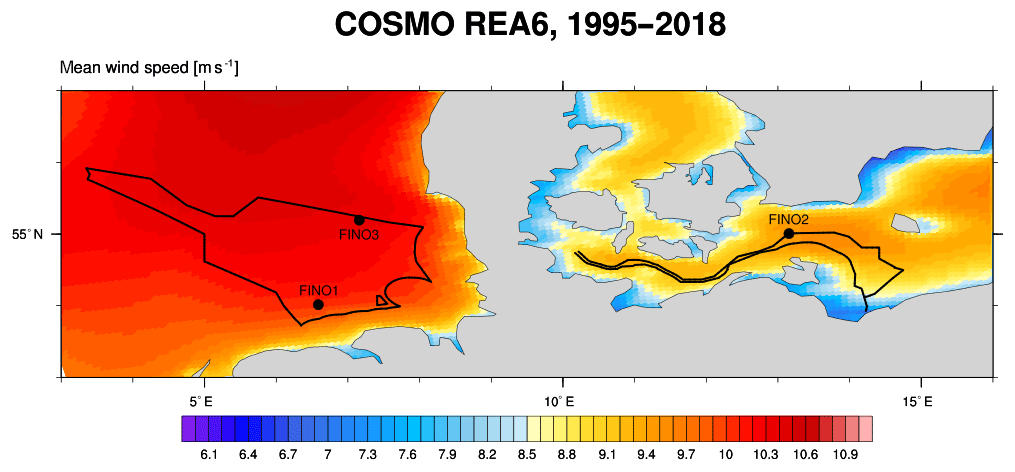
Mittlere Windgeschwindigkeit in der Nord- und Ostsee in 116 m Höhe im Zeitraum 1995–2018 (basierend auf der regionalen Reanalyse COSMO-REA6). Eingezeichnet sind die Grenzen der deutschen Ausschließlichen Wirtschaftszone (AWZ) sowie Standorte von Messmasten (FINO 1, 2, 3).

Offshorestandorte weisen in der Regel deutlich höhere Windgeschwindigkeiten auf als Standorte an Land, wodurch dort aufgestellte Windkraftanlagen höhere Erträge erzielen können. Die mittleren Windgeschwindigkeiten liegen in der südlichen Nordsee bei über 8 m/s in 60 Metern Höhe, in der nördlichen Nordsee rund 1 m/s darüber. In der Ostsee sind die Werte etwas geringer. Typische Offshore-Windbedingungen herrschen ab einer Entfernung von ca. 10 km von der Küste. Durch ein „bauchiges“ Windprofil sind zudem keine hohen Türme zum Erreichen der maximalen Kosteneffizienz notwendig, sodass die Turmhöhen maßgeblich durch die Rotorblattlänge sowie der zu erwarteten maximalen Wellenhöhe (Jahrhundertwelle) bestimmt werden.

### Turbulenzintensität
Die Turbulenzintensität von Offshore-Windparks liegt deutlich unterhalb der Turbulenzwerte von Windparks an Land. Während Onshore die Turbulenzintensität zwischen 10 und 20 % liegt, liegt diese bei Offshore-Windparks für gewöhnlich unter 10 %; als typische Werte werden etwa 8 % auf einer Höhe von 60 bis 75 Metern angegeben. Damit einher gehen niedrigere strukturelle Belastungen für die Windkraftanlagen. Allerdings wirken sich die durch die Turbinen selbst verursachten Turbulenzen wiederum stärker aus als bei Windparks an Land, weswegen Offshore die Abstände zwischen den Turbinen größer sein müssen als Onshore.
Turbulenzen wirken sich zudem ertragsmindernd aus, was insbesondere bei großen Windparks mit hohen Turbinenzahlen von Bedeutung ist. Durch teilweise Abschattungen sowie Verwirbelungen erhalten die hinteren Windkraftanlagen weniger Wind oder Wind in schlechterer Qualität, der zu Ertragsverlusten führt. Bei einem 400-MW-Windpark und einem Abstand von 5 Rotordurchmessern verringert sich die Parkeffizienz nach Modellschätzungen um ca. 12 %, bei 7 Rotordurchmessern Abstand um 8 % und bei 9 Rotordurchmessern um 6 %. Diese Verluste lassen sich durch gängige Maßnahmen wie z. B. das versetzte Bauen von Anlagen verringern, jedoch nicht gänzlich eliminieren. Bei schwimmenden Windkraftanlagen besteht theoretisch die Möglichkeit die Anlagen je nach vorherrschender Windrichtung zu verschieben und damit eine Ertragsoptimierung zu erreichen. Dies wurde bisher jedoch noch nicht erprobt, sodass derzeit unklar ist, ob dieser Vorschlag auch praxistauglich ist.

### Wartung und Reparatur
Verglichen mit Onshore-Windparks ergeben sich für Offshore-Windparks mehrere Unterschiede im Betrieb. Dies betrifft insbesondere den Aspekt der Wartung und ggf. Reparatur der Anlagen. So sind Offshore-Windparks naturgemäß deutlich schwieriger zu erreichen, wobei insbesondere bei rauen Witterungsbedingungen die Anlagen auch tagelang überhaupt nicht erreicht werden können. Für den küstennahen dänischen Offshore-Windpark Horns Rev weisen Statistiken beispielsweise eine Erreichbarkeit von 65 % per Schiff und 90 % per Hubschrauber aus; für deutlich weiter von der Küste entfernte Windparks geht man von einer niedrigeren Erreichbarkeit aus. Daher liegen die Betriebs- und Wartungskosten deutlich oberhalb der Kosten von vergleichbaren Windparks an Land.
Durch Kombination von Offshore-Windparks und Wellenkraftwerken kann die Zugänglichkeit von Offshore-Windkraftanlagen deutlich gesteigert und damit das Wartungs- und Reparaturfenster erweitert werden, was wiederum zu einer größeren Verfügbarkeit und damit höheren Erträgen und geringeren Stromgestehungskosten führt. Grund ist, dass Wellenkraftwerke den Wellen Energie entnehmen und somit die Wellenhöhe reduzieren, was das sichere Betreten der Windkraftanlagen auch bei etwas raueren Bedingungen erlaubt. Ein Übersetzen von Wartungsbooten zu den Windkraftanlagen ist bis zu einer Wellenhöhe von ca. 1,5 m möglich.

## Rückbau
Es ist davon auszugehen, dass nach rund 20 Jahren Betriebszeit der Rückbau von Offshore-Anlagen erforderlich ist. Derzeit (2019) wurden weltweit erst drei Offshore-Windparks zurückgebaut. Um in diesem Bereich Know-how aufzubauen, startete im November 2018 mit Seeoff ein vom Bundeswirtschaftsministerium gefördertes Forschungsprojekt der Hochschule Bremen unter Beteiligung der Stiftung Offshore-Windenergie, Deutsche Windtechnik AG, Nehlsen sowie Vattenfall und EnBW.

## Umweltauswirkungen und Ökologie

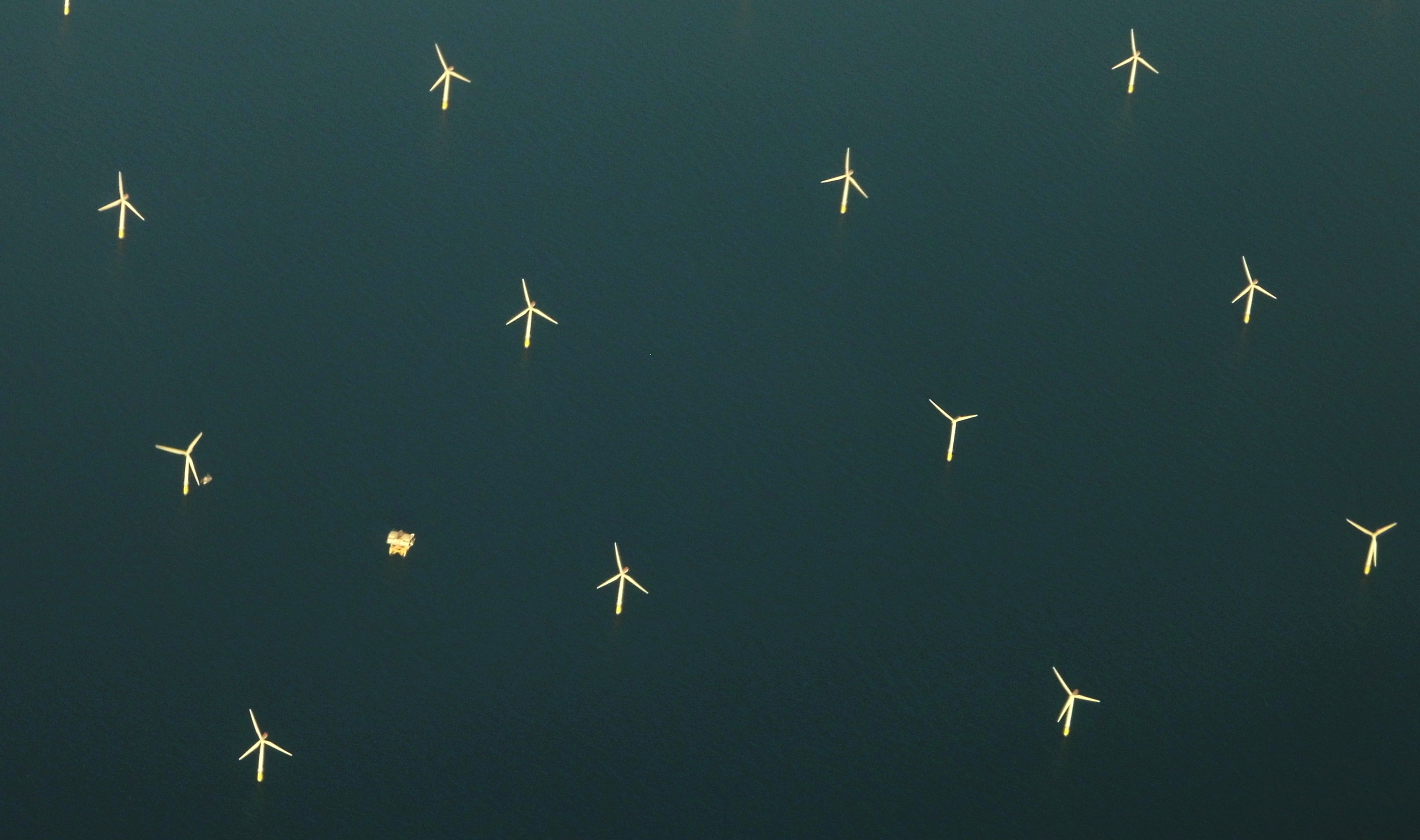
Offshore-Windpark North Hoyle
(Foto: Anthony Parkes)

### Lärmemissionen und Maßnahmen
Die unterseeischen Errichtung der Fundamente von Offshore-Anlagen durch Impulsrammen und Bohrer, entstehen erheblicher Geräuschpegel und Schallwellen (Wasserschall), die sich negativ auf die Ortungs- und Orientierungssysteme zahlreicher Lebewesen auswirken. Deshalb fordert unter anderem der Naturschutzbund Deutschland NABU beim Bau klassischer Fundamente für Windkraftanlagen Blasenschleier einzusetzen, mit deren Hilfe der Lärmpegel zumindest gesenkt wird. Der NABU kritisierte, dass beim Bau von alpha ventus diese Technik nicht wie geplant eingesetzt wurde.
Der Bundesverband der Windenergie Offshore bestätigt, dass der Lärm Meeresbewohner, wie Seehunde und Robben, beeinträchtigt und insbesondere bei Schweinswalen die Orientierung sowie der Kommunikation in einer Form stören kann, die lebensbedrohlich sein kann. In Deutschland hat die Offshore-Branche in daher zusammen mit dem Bundesamt für Seeschifffahrt und Hydrographie (BSH) und dem Bundesumweltministerium, durch gemeinsam koordinierte Forschungsprojekte Schutzmaßnahmen entwickelt. Unter Wasser entstehender Lärm wird mittlerweile auf der, vom BSH betriebenen Onlineplattform „MarineEars“ in einem sogenannten Noise Registry erfasst und kartiert.
Durch die Verwendung von Schwerkraftfundamente, die ohne schallintensives Rammen auskommen, lassen sich die Lärmemissionen deutlich reduzieren. Diese Art von Fundament eignet sich jedoch nicht für jede Art von Untergrund.
Mittlerweile liegen erste Testergebnisse aus dem Praxiseinsatz von Blasenschleier vor, die aus einem Forschungsprojekt am Windpark Borkum West II gewonnen wurden. Der Abschlussbericht dieser wissenschaftlichen Untersuchungen ist online einsehbar. Demnach konnte die grundsätzliche Praxistauglichkeit nachgewiesen werden. Durch das Legen eines Blasenschleiers seien die Schallemissionen deutlich gedämpft und die beschallte Fläche um ca. 90 % verringert worden.
Alternativ besteht darüber hinaus die Möglichkeit schwimmende Windkraftanlagen einzusetzen. Die auf schwimmenden Plattformen errichteten Windkraftanlagen, werden mit Ketten am Meeresgrund verankert und können so auch in Gebieten eingesetzt werden, wo ein Fundament aufgrund der Wassertiefe keine Option ist. Zudem ist die Errichtung weniger invasiv für Umwelt und Meeresbewohner, da bei der Installation weniger Lärm erzeugt wird, als bei der Errichtung fest verankerter Fundamente. Insbesondere in Frankreich wurden bereits eine Reihe solcher Anlagen im Ärmelkanal, der Nordsee, dem Atlantik und dem Mittelmeer errichtet, deren Auswirkungen auf die Umgebung wissenschaftlich begleitet werden.

### Auswirkungen auf die Artenvielfalt

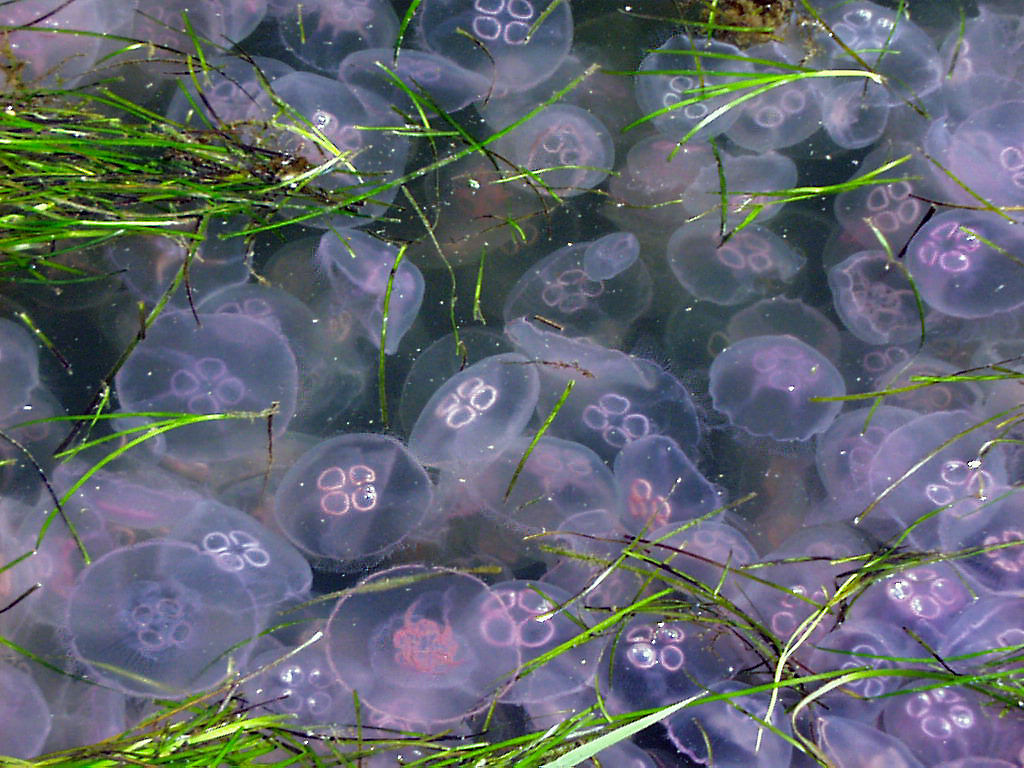
In der Nord- und Ostsee zählen Quallen, wie diese Ohrenquallen zu den Profiteuren von Offshore-Windparks, da sie für ihre Vermehrung einen festen Untergrund benötigen.

Mittlerweile gibt es eine Reihe von Untersuchungen, die sich damit befassen, ob und wie sehr die Präsenz von Offshore-Windparks sich auf die Zusammensetzung der am Standort heimischen Arten auswirkt und welche positiven und/oder negative Auswirkungen die Windparks auf einzelne Tierarten haben. Die Ergebnisse sind dabei nicht nur vom Standort abhängig, sondern müssen im Zusammenspiel mit weiteren Umweltfaktoren, wie der Erwärmung der Ozeane durch den Klimawandel betrachtet werden. Die Entwicklung der Fischbestände hängt außerdem damit zusammen, ob in Windparks gefischt werden darf (wie z. B. in Dänemark) oder ob dies verboten ist (wie z. B. in Deutschland).
Einige Ergebnisse aus unterschiedlichen Ländern im Überblick (chronologisch absteigend):
- Nordsee (2023): einer niederländische Studie, am Offshore-Windpark Egmond aan Zee zufolge, wird die umgebende Tierwelt nur geringfügig beeinträchtigt, da er beispielsweise von Tölpeln nachweislich gemieden wird. Organismen, die den Meeresboden besiedeln, bieten die Fundamente sogar zusätzlichen Lebensraum und bietet zudem dem Kabeljau Schutz, so dass die Autoren der Studie zu dem Schluss kamen, die Biodiversität würde profitieren.[52]
- Nordsee (2023): Seetaucher meiden nachweislich Offshore-Windparks, wie Studien an den Offshore-Windparks Butendiek und DanTysk zeigten. Die größte Unterschiede, hinsichtlich der An- beziehungsweise Abwesenheit dieser Seevögel, zeigten sich durch Vergleichsstudien, die vor und nach dem Bau von BARD Offshore 1 und Trianel Windpark Borkum durchgeführt wurden.[53]
- China: In der Umgebung von Offshoreanlagen wurde deutlich weniger tierisches Plankton (Zooplankton) nachgewiesen. Im Herbst lag die Reduktion bei mehr als 96 Prozent, während im Frühling über 26 Prozent weniger Zooplankton auftraten, als in Vergleichsregionen ohne Windpark.[54]
- Spanien (2012): Um Seevögel vor Kollisionen mit Windkraftanlagen zu schützen, sollte die Wahl der Standorte stärker von Flugrouten abhängig gemacht werden, um die negativen Auswirkungen so gering wir möglich zu halten.[55]
- Deutschland (2011): Offshore-Windkraftanlagen hätten sich nur während des Baus negativ auf die Tierwelt ausgewirkt. Hierbei mieden einige auf Sicht jagende Vogelarten den Windpark, während andere Vögel sich durch die Anlagen nicht gestört fühlten.[56]
- Niederlande (Egmond aan Zee, Studienzeitraum 2003–2005): in der Nordsee wurden keine negativen Auswirkungen auf die Tierarten (einschließlich 103 Vogelarten) im Gebiet des Windparkes festgestellt.[57]

### Spontane und gezielte Besiedelung

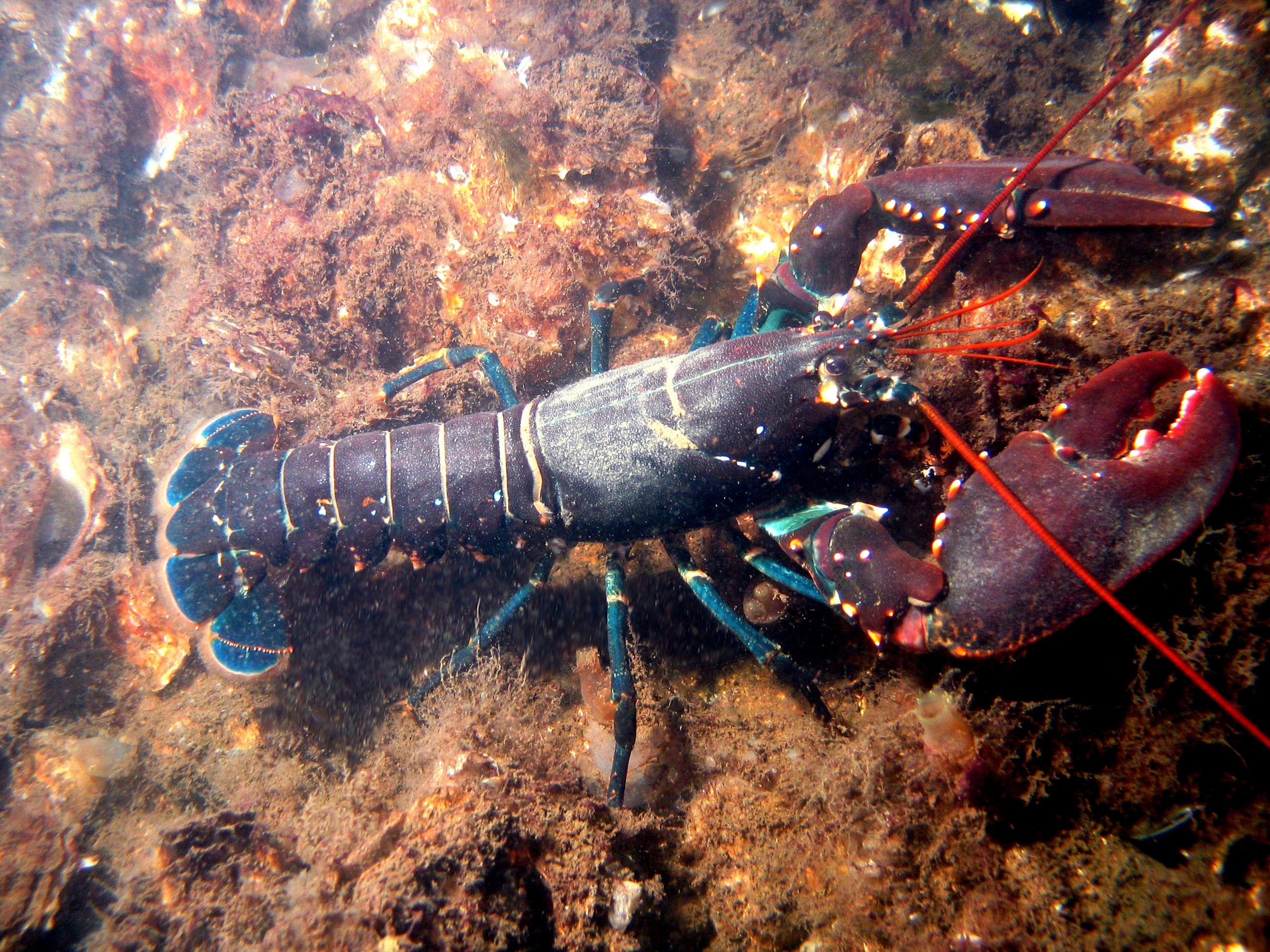
Europäischer Hummer

Zu den Arten, die spontan an den Fundamenten von Offshore-Windparks siedeln oder dort gezielt angesiedelt werden, zählen sowohl Arten, die ein Gewinn für das Ökosystem sind, als auch Arten, bei denen das Gegenteil der Fall ist.
- Hummer. Die Ansiedelung der Großkrebse profitiert von den künstliche Steinschüttungen. Über 3.000 der Tiere wurden im Riffgat ausgewildert[58]
- Miesmuscheln (Mytilus edulis). Die Ansiedelung von Miesmuschelpopulationen, die als Filtrierer einen positiven Beitrag zur Wasserqualität der Nordsee leisten, wurde von bestätigt.[59]
- Quallen. Die festen Fundamente bieten nicht nur erwünschten, sondern auch unerwünschten Lebewesen eine Kinderstube, so auch den Frühstadien von Quallen, die auf einen festen Untergrund angewiesen sind. Klimatische Veränderungen und die Zunahme besiedelbarer Flächen – u. a. durch Fundamente von Windkraftanlagen – begünstigen in der Ostsee das massenhafte Auftreten von Quallen. Dabei setzen die sogenannte „Quallenblüten“ nicht nur Monate früher ein, als früher, sie halten auch länger an und führen dazu, dass zahlreiche Fische (wie z. B. Heringe) bereits im Larvenstadium gefressen werden.[50]

## Entwicklung weltweit

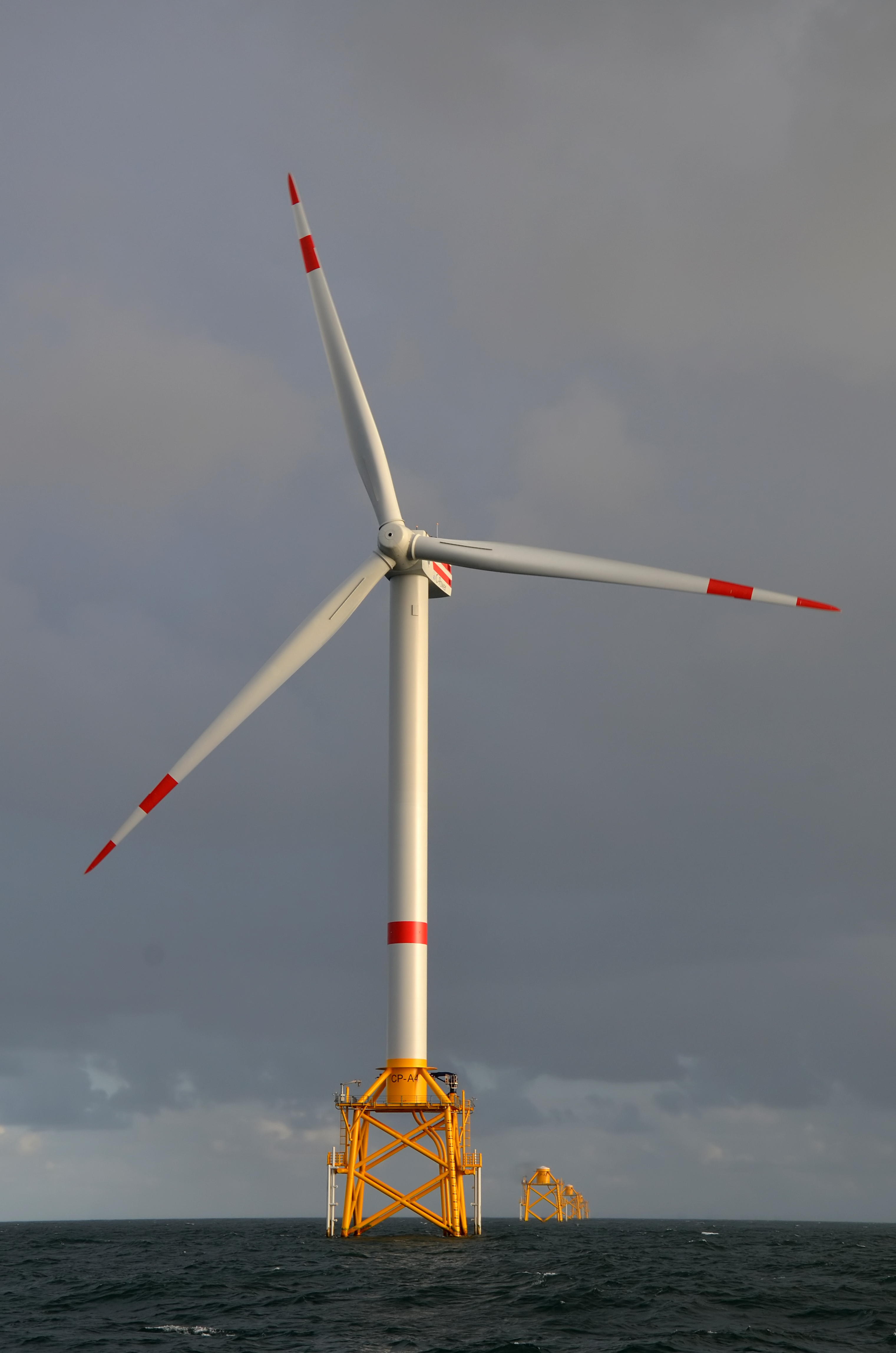
Windenergieanlage im Windpark Thorntonbank

1990 wurde die erste kommerzielle Windkraftturbine in Schweden installiert. Ende 2017 waren weltweit Windenergieanlagen (WEA) mit einer Leistung von etwa 18.800 MW im Meer installiert. Im Jahr 2019 wurden weltweit Offshore-WEA mit 6,1 GW hinzu gebaut, so dass insgesamt WEA mit einer Leistung von 29,1 GW vorhanden waren, ein Drittel davon im Bereich des Vereinigten Königreiches.
Europa war bei dem Aufbau von Offshore-Anlagen bis 2020 führend: Die weltweite Gesamtleistung der Offshore-Windenergieanlagen wurde Ende 2020 mit 31,9 GW angegeben. Davon waren 5402 Anlagen mit einer Gesamtleistung von 25.014 MW in Europa installiert und ans Netz angeschlossen (2015: 3230 Anlagen mit 11.027 MW). Diese befanden sich in 116 Windparks in zwölf Staaten, weitere befanden sich noch in Bau. Die größte Leistung war 2020 in Großbritannien mit 10.428 MW installiert (fast ein Drittel der weltweiten Leistung); es folgten Deutschland mit 7.689 MW, die Niederlande mit 2.611 MW, Belgien mit 2.261 MW und Dänemark mit 1.703 MW. Außerhalb Europas schreitet vor allem in China der Ausbau der Offshore-Windenergie schnell voran. Dort waren Ende 2017 Anlagen mit einer Leistung von 2,8 GW installiert. Im Dezember 2020 waren es 5,9 GW.
Die Internationale Energieagentur geht in einer 2019 publizierten Analyse davon aus, dass die Offshore-Windenergie weltweit rund 36.000 TWh elektrischer Energie erzeugt werden könnten, wenn nutzbare Flächen mit einer Wassertiefe bis maximal 60 Meter und einem Küstenabstand bis 60 km genutzt würden. Dies entspricht etwa dem 1½-fachen des Weltstrombedarfs in Höhe von 23.000 TWh (Stand 2019). Insgesamt geht die IEA davon aus, dass die Offshore-Windenergie binnen 20 Jahren um das 15-fache wächst.

### Belgien
Stand 2023 und 2024
Belgien hatte Ende 2023 und Ende 2024 offshore-Windkraftanlagen mit einer installierten Gesamtleistung von 2261 MW im Betrieb. 2023 deckten sie rund 10 % des Elektrizitätsbedarfs des Landes, 2024 etwa 9 %.
Entwicklungsgeschichte
In Belgien wurden 2004 ein Seeraum für die Offshore-Windenergienutzung ausgewiesen und zur Realisierung sieben Konzessionen an unterschiedliche Unternehmen vergeben. 2013 war der Bau des Windpark Thorntonbank mit insgesamt 325 MW vollständig abgeschlossen. Zum Einsatz kommen sechs Anlagen des Typs REpower 5M sowie 48 Anlagen des Typs 6M126 des gleichen Herstellers. Zudem war die erste Bauphase des Projekts Bligh Bank mit 55 Anlagen des Typs Vestas V90-3 MW und zusammen 165 MW zur Hälfte realisiert. Ende 2013 wurde in diesem Windpark ein Prototyp der Offshore-WEA Alstom Haliade 150-6 MW errichtet. Sie war nach Unternehmensangaben mit einem Rotordurchmesser von 150 Metern und einer Leistung von 6 MW die größte bis dahin errichtete Offshore-Windkraftanlage, wobei die Rotorblätter jeweils 73,5 Meter lang sind.
Im Jahr 2019 kamen WEA mit einer Leistung von 370 MW hinzu. Der OWP SeaMade mit 58 Windenergieanlagen von Siemens Gamesa mit jeweils 8,4 MW Leistung mit zusammen 487 MW wurde 2020 in Betrieb genommen. 2020 kamen insgesamt 706 MW hinzu, so dass Belgien Ende 2020 über eine Gesamtleistung von 2.261 MW aus 399 Turbinen verfügte. Das war auch der Stand Ende 2021. Weitere Offshore-Windparks befinden sich in der Planungsphase. 2020 wurden 8,4 % des in Belgien genutzten Stroms offshore gewonnen, ab 2021 sollten es 10 % sein. 2021 wurden 6754 GWh mit Hilfe von Offshore-Wind gewonnen, was ein neuer Rekordwert war, aber nur eine geringe Steigerung zum Vorjahr (2017: 2788 GWh, 2018: 3312 GWh, 2019: 4647 GWh, 2020: 6730 GWh). Da die Stromerzeugung von 2020 auf 2021 insgesamt zugenommen hatte, auch für einen steigenden Stromexport, nahm der Anteil der Offshore-Windkraft am erzeugten Strom auf 7,3 % ab.

### China
Im Juli 2010 ging der erste chinesische Offshore-Windpark in Betrieb. Er liegt an der Küste vor Shanghai und wurde von Sinovel errichtet. Ende 2013 waren in der Volksrepublik China Offshore-Windparks mit 165 WEA mit zusammen 428,6 MW installiert, bis 2015 sollte ein Ausbau auf 5 GW, bis 2020 auf 30 GW erfolgen. Ende 2016 standen in chinesischen Gewässern bereits Windparks mit einer Gesamtkapazität von 1.630 MW. Neben den üblichen Dreiflüglern gibt es in China auch Bestrebungen, zweiflügelige Offshore-Anlagen zur Serienreife zu bringen. Im Juli 2013 gab Ming Yang die Entwicklung einer zweiflügligen Windkraftanlage mit 6 MW mit einem Rotordurchmesser von 140 Metern bekannt, die im September 2014 realisiert wurde. Noch im Jahr 2015 soll eine schwimmende zweiflüglige Windkraftanlage mit 8 MW realisiert werden. An Zweiflüglern mit einer Leistung von 12 MW wird demnach ebenso bereits gearbeitet, allerdings sei die Anlage noch in einem sehr frühen Entwicklungsstadium.
Im Jahr 2017 wurden 14 OWP-Projekte mit fast 4.000 MW Leistungsvermögen genehmigt, das Investitionsvolumen lag bei 9,8 Milliarden Euro. 2019 kamen WEA mit einer Leistung 2395 MW hinzu, 2020 bestand damit eine kumulierte installierte Leistung von 6,8 GW. 2020 wurden in China weitere 3,1 GW ans Netz gebracht. Das waren 50,4 % der in diesem Jahr installierten Kapazität von 6,1 GW, und China war das dritte Jahr in Folge das Land mit der höchsten neu installierten Leistung. 2020 waren weitere WEA mit etwa 10 GW in Bau und weitere 40 GW in Planung.

### Dänemark
Stand 2023 und 2024

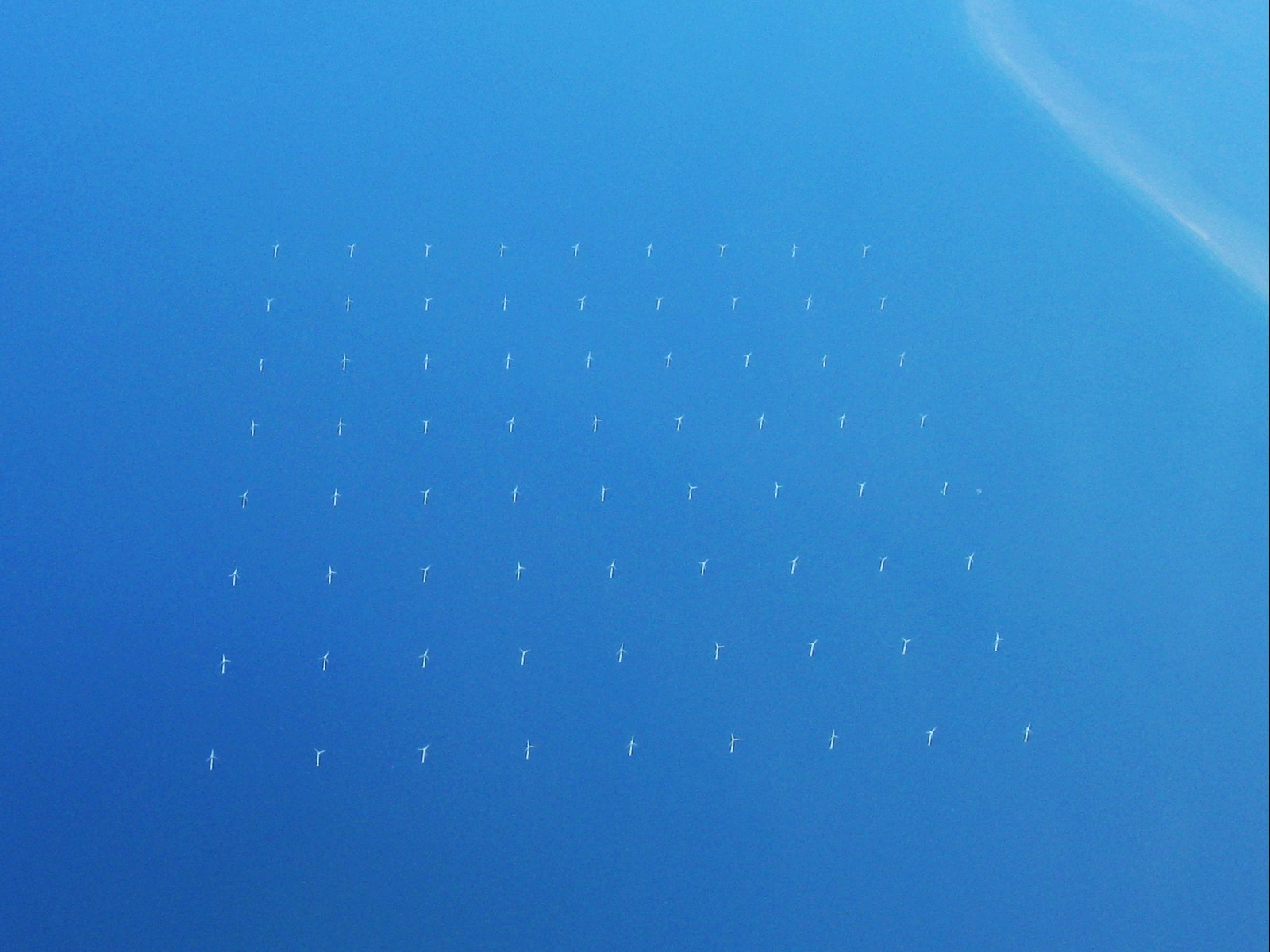
Dänischer Ostsee-Windpark Nysted (Rødsand).

Dänemark betrieb Ende 2023 und Ende 2024 offshore-Windkraftanlagen mit einer installierten Gesamtleistung von 2652 MW. 2023 deckten sie 24 % des Elektrizitätsbedarfs des Landes, 2024 rund 26 %. Beides sind Rekordwerte im weltweiten Vergleich.
Entwicklungsgeschichte
Ebenso wie bei der Onshore-Windenergie war Dänemark auch bei der Offshore-Windenergie Pionier. Bereits 1991 ging bei Vindeby ein erster Windpark mit elf Anlagen zu je 450 kW Leistung ans Netz, wobei die Anlagen bis etwa 3 Kilometer vor der Küste in 3–4 Meter tiefem Wasser installiert wurden. 1995 folgte mit Tunø Knob ein weiterer Windpark, bestehend aus zehn 500-kW-Anlagen, der 6 km von der Küste in 3–5 Meter tiefem Wasser errichtet wurde. Ab Ende der 1990er Jahre wurden schließlich die ersten kommerziellen Projekte in Angriff genommen. 2001 ging Middelgrunden mit zwanzig 2-MW-Anlagen östlich von Kopenhagen ans Netz, ein Jahr später wurde in der Nordsee Horns Rev 1 als damals größter Offshore-Windpark der Welt in Betrieb genommen. Dort kommen 80 Windkraftanlagen mit einer Gesamtleistung von 160 MW zum Einsatz, die jährlich ca. 600 GWh elektrischer Energie liefern. Später wurde dieser Windpark um 91 Anlagen auf eine installierte Leistung von 369 MW mit einem Regelarbeitsvermögen von 1,4 Mrd. kWh erhöht; ein weiterer Ausbau um 400 MW ist vorgesehen. Daneben wurden eine Reihe weiterer Offshore-Windparks errichtet, von denen der Offshore-Windpark Anholt mit einer Nennleistung von 400 MW aktuell der leistungsstärkste ist.
Insgesamt waren in Dänemark im März 2013 mehr als 1.000 MW an Offshore-Windkraft installiert. Durch topographisch günstige Bedingungen und geringe Küstenentfernungen sind die Stromgestehungskosten dänischer Offshore-Windparks vergleichsweise niedrig. Die Vergütung ist je nach Windpark unterschiedlich. Beispielsweise wird der am Standort „Rødsand 2“ erzeugte Strom mit 8,3 Cent/kWh vergütet. Beim Offshore-Windpark Anholt beträgt die Einspeisevergütung für die ersten 20 TWh 105,1 øre/kWh (entsprechend ca. 14 ct/kWh). Anschließend, nach etwa 12–13 Betriebsjahren, wird die produzierte elektrische Energie ohne weitere Subvention am freien Markt verkauft.
Im Jahr 2019 kam ein zusätzliches Leistungsvermögen von 374 MW hinzu. 2020 kam es zu keiner Offshore-Inbetriebnahme. Ende 2020 hatte Dänemark 14 Offshore-Windparks in Betrieb, in denen 559 Turbinen mit einer Gesamtleistung von 1.703 MW arbeiteten. 2020 wurden im OWP Kriegers Flak in der Ostsee die Monopile-Gründungen gebaut. Der Park mit 72 Generatoren und einer Leistung von 605 MW wurde im September 2021 in Betrieb genommen, so dass die installierte Gesamtleistung Dänemarks auf 2.308 MW aus 631 Generatoren erhöht wurde.
Geplanter Ausbau
Dänemark hat im April 2024 sechs weitere Offshore-Windparks ausgeschrieben, drei in der Nordsee, zwei im Kattegat und einer in der Ostsee. Sie sollen bis 2030 fertiggestellt werden und zusammen eine Leistung von mindestens 6 GW erbringen, mit der Option auf insgesamt 10 GW. Damit könnte es möglich werden, mit den neuen Anlagen den gesamten Elektrizitätsbedarf Dänemarks zu decken.

### Deutschland
Stand 2024

Offshore-Windparks und ihre Netzanschlüsse in der deutschen AWZ der Nordsee („Entenschnabel“)

In den Gewässern vor Deutschland liefen Ende 2024 Offshore-Windkraftanlagen mit einer installierten Gesamtleistung von 9121 MW; das war die höchste offshore-Leistung der EU und die zweithöchste in Europa (nach Großbritannien). 2023 deckten die Anlagen etwa 6 % des deutschen Elektrizitätsbedarfs.
Zuständigkeiten
In Deutschland ist für das Antragsverfahren außerhalb der 12-Meilen-Zone, aber innerhalb der Ausschließlichen Wirtschaftszone (AWZ) das Bundesamt für Seeschifffahrt und Hydrographie (BSH) zuständig. Für die Errichtung innerhalb der 12-Meilen-Zone (Küstenmeer) sind die Verwaltungen der jeweiligen Bundesländer zuständig (bis jetzt Niedersachsen und Mecklenburg-Vorpommern).

#### Geschichte
Um das Jahr 2000 wurde davon ausgegangen, in Deutschland gebe es nicht ausreichend Platz, um genug WEA an Land (onshore) aufstellen zu können. Zugleich konnten viele vergleichsweise windschwache Standorte noch nicht genutzt werden, während in einigen Bundesländern, insbesondere in Bayern, Hessen und Baden-Württemberg die Windenergienutzung durch die dortigen Landesregierungen politisch blockiert wurde. Aufgrund dieser Gemengelage wurde von der rot-grünen Bundesregierung beschlossen, neben der Windenergie an Land den Ausbau der Offshore-Windenergie zu forcieren.
Im Energiekonzept der Bundesregierung wurde 2010 als Ziel die Errichtung einer Offshore-Windleistung von 10.000 MW bis 2020 festgelegt, bis 2030 sollten bis zu 25.000 MW erreicht werden. Nach der Nuklearkatastrophe von Fukushima 2011 stand der Ausbau der Windenergie stärker im Fokus des öffentlichen Interesses. Das Erreichen der bis 2020 angestrebten Leistung galt jedoch 2012 als nicht mehr realistisch.

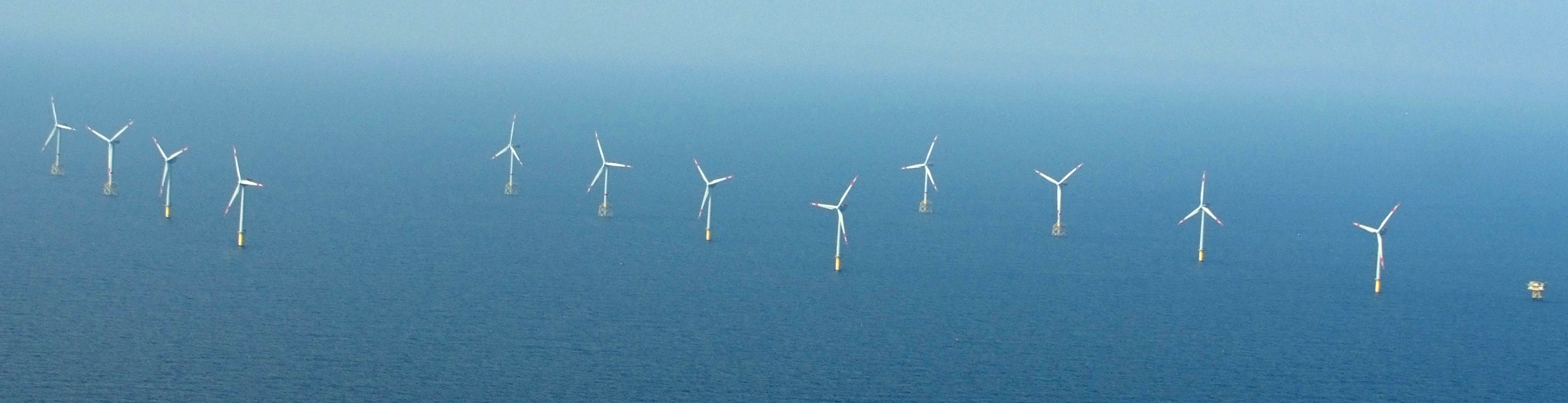
Windenergieanlagen des Offshore-Windparks alpha ventus in der Deutschen Bucht

„alpha ventus“, der erste Offshore-Windpark in der deutschen AWZ, liefert seit Ende 2009 Strom, im April 2010 wurde er offiziell in Betrieb genommen. Er hat eine Gesamtleistung von 60 Megawatt, produzierte im Jahr 2012 insgesamt 268 Millionen Kilowattstunden.
Im Januar 2013 befanden sich BARD Offshore 1, Trianel Windpark Borkum, Global Tech I, Meerwind und Nordsee Ost in der AWZ der Nordsee sowie Riffgat vor der Insel Borkum in Bau und lieferten teilweise schon Strom. Am 8. Februar 2013 wurde mit dem Bau von DanTysk begonnen. Nach Fertigstellung hatte sich die Nennleistung der Offshore-Windparks auf insgesamt 2280 MW erhöht, was rund 23 % der Zielzahl für 2020 entspricht.
Aus verschiedenen Gründen zögerten viele Banken bei der Kreditvergabe an Betreiber und Werften. Während in anderen Ländern Offshore-Windparks in küstennahen Gewässern gebaut werden, werden in Deutschland die meisten Windparks in küstenferneren und dadurch tieferen Gewässern gebaut, damit die Windparks nicht von der Küste aus gesehen werden können. Dies erhöht die Kosten der Offshore-Windenergie in Deutschland erheblich.
Im Juni 2013 wurden Berechnungen des Umweltbundesamtes bekannt, wonach (angesichts der Leistungssteigerungen bei Onshore-Windkraftanlagen) Offshore-Anlagen rein rechnerisch nicht nötig wären.
Bis Juni 2015 waren in der deutschen AWZ vom BSH 34 Offshore-Windpark-Projekte mit insgesamt 2292 Windenergieanlagen genehmigt worden, davon 2052 in 31 Parks in der Nordsee und 240 in drei Parks in der Ostsee; zwei Anträge für die Ostsee wurden abgelehnt. Das entspricht nach Fertigstellung der Anlagen einer potenziellen Leistung von etwa 9 Gigawatt. Für die deutsche AWZ in Nord- und Ostsee laufen weitere Anträge für insgesamt 89 Vorhaben (75 Nordsee, 14 Ostsee). Am 30. Juni 2016 waren in Deutschland insgesamt 835 Windenergieanlagen (WEA) mit einer Gesamtleistung von 3552 MW in Betrieb, die sich hauptsächlich in den Offshore-Windparks (OWP) alpha ventus (12 WEA), Amrumbank West (80), BARD Offshore 1 (80), Borkum Riffgrund (78), Butendiek (80), DanTysk (80), Global Tech I (80), Meerwind Süd|Ost (80), Nordsee Ost (48), Riffgat (30) und Trianel Windpark Borkum (40) in der Nordsee sowie EnBW Baltic 1 (21) und Baltic 2 (80) in der Ostsee befinden. Weitere 54 WEA mit 324 MW Leistung waren vollständig errichtet, aber noch nicht an das Netz angeschlossen. Für 142 weitere Anlagen wurden bereits die Fundamente errichtet.
Bis Ende 2016 waren knapp 950 Anlagen mit zusammen 4100 MW am Netz. Weitere 21 WEA waren am 31. Dezember 2016 bereits installiert, speisten aber noch nicht ins Netz, außerdem waren bereits 198 weitere Fundamente gesetzt. Im ersten Halbjahr 2017 kamen 108 WEA mit zusammen 626 MW Leistung neu ans Netz. Damit waren am 30. Juli 2017 1055 Windenergieanlagen in Nord- und Ostsee in Betrieb, sie haben zusammen eine Leistung von 4.749 MW.
Anfang 2017 wurde die Förderung für neue Offshore-Windparks auf ein Ausschreibungsmodell umgestellt. Ziel war, die Kosten der Energiewende durch Beschränkung des Kapazitätszuwachses auf rund 730 MW jährlich besser zu kontrollieren, was die Offshore-Branche verunsicherte. Dadurch wurden die Aktivitäten bei den Windanlagenbauern sowie Bau- und Servicebetrieben zurückgefahren, was in der Folge auch zu Betriebsstilllegungen und Arbeitsplatzabbau führte.
Am 1. April 2017 begann die erste Bieterphase des Ausschreibungsverfahrens nach dem Windenergie-auf-See-Gesetz (WindSeeG) für bestehende OWP-Projekte mit insgesamt 1550 MW Nennleistung. Den Zuschlag erhielten vier Nordsee-Windpark-Projekte mit einer Gesamtkapazität von 1490 MW: „Borkum Riffgrund West II“ (Dong Energy), „He dreiht“ und „Gode Wind 3“ (EnBW) sowie „OWP West“ (Northern Energy). Dabei lag der Wert der Förderung mit durchschnittlich 0,44 Cent/kWh niedriger als erwartet, drei Projekte können voraussichtlich ohne Förderung gebaut werden.
Bei der im Frühjahr 2018 stattgefundenen zweiten Ausschreibungsrunde für bestehende Offshore-Windpark-Projekte lag das Kapazitätsvolumen bei 1610 MW (1550 MW plus den im Jahr 2017 nicht vergebenen 60 MW). Mindestens 500 MW sind dabei für Anlagen in der Ostsee vorgesehen. Folgende Bieter erhielten Zuschläge: Orsted Borkum Riffgrund West I GmbH (Nordsee-Cluster 1), Gode Wind 4 GmbH (Nordsee-Cluster 3), Iberdrola Renovables Deutschland GmbH (Ostsee-Cluster 1), Baltic Eagle GmbH (Ostsee-Cluster 2) und KNK Wind GmbH (Ostsee-Cluster 4). An den Konverter-Plattformen in der Nordsee zur Energieübertragung an Land blieben mindestens 800 MW frei, wovon 650 MW kurzfristig nutzbar wären.
Neben den Windparks in der deutschen AWZ stehen innerhalb der Zwölf-Meilen-Zone seit 2018 weitere drei Offshore-Windparks in Betrieb: Riffgat und Nordergründe in Niedersachsen und EnBW Baltic 1 in Mecklenburg-Vorpommern.
Nach Angaben der Deutschen WindGuard waren Ende 2018 1305 Windenergieanlagen mit zusammen 6382 MW installierter Leistung in Betrieb. Gut 5300 MW entfielen dabei auf Anlagen in der Nordsee, knapp 1080 MW auf solche in der Ostsee. In jenem Jahr gingen 136 Anlagen mit einer Leistung von 969 MW neu ans Netz, zusätzlich waren Anlagen mit 276 MW bereits errichtet, speisten aber noch nicht ein. Weitere Projekte mit 966 MW befanden sich in Bau, für weitere 112 MW lag die Investitionsentscheidung vor. Am 30. Juni 2019 waren nach Angaben der Deutschen WindGuard 1351 Offshore-Anlagen mit zusammen 6658 MW Leistung mit Netzeinspeisung in Betrieb, 56 waren bereits installiert, jedoch noch ohne Netzeinspeisung, und 94 Fundamente waren gesetzt, aber noch ohne installierte Anlage. Damit lag der Anteil der erneuerbaren Energie bei der Stromerzeugung bei 47,6 %. Ende 2019 waren im Bereich der deutschen Nord- und Ostsee 1469 Anlagen mit einer Kapazität von 7516 MW am Netz, weitere 16 mit einer Kapazität von 112 MW waren installiert, aber noch ohne Netzeinspeisung, weitere 16 mit einer Kapazität von 118 MW waren in Bau.
Die deutsche Schiffbau- und Offshore-Zulieferindustrie erwirtschaftete im Jahr 2018 einen Umsatz von 10,7 Milliarden Euro. Der Offshore-Windenergie-Branche werden in Deutschland etwa 24.500 Arbeitsplätze zugerechnet (Stand Mitte 2019). Im Herbst 2019 wurde im Rahmen des Klimapakets der GroKo beschlossen, die Offshore-Windenergie in Deutschland bis 2030 auf 20.000 MW auszubauen. Am 5. November 2020 stimmte der deutsche Bundestag einer erhöhten Zielmarke von 40.000 MW im Jahr 2040 zu.
Im Jahr 2019 wurden fünf weitere Offshore-Windparks mit zusammen 284 Anlagen mit einer Gesamtleistung von 2032 MW in Betrieb genommen. Allein in den deutschen AWZ waren damit 1391 WEA mit etwa 7120 MW Gesamtleistung in Betrieb. 2020 kamen lediglich 32 neue Anlagen mit zusammen 219 MW dazu. Ende 2020 waren in Nord- und Ostsee 1501 Windenergieanlagen mit einem Leistungsvermögen von 7,77 Gigawatt in Betrieb. Die nächste Ausschreibungsrunde ist für den Herbst 2021 vorgesehen.
Im Jahr 2020 lieferten deutsche Offshore-Windparks 26,9 TWh elektrische Energie (2019: 24,38 TWh, 2018: 19,3 TWh, 2017: 17,7 TWh, 2016: 12,09 TWh, 2015: 8,25 TWh), 22,76 TWh von Windparks in der Nordsee (2019: 20,21 TWh, 2018: 16,75 TWh, 2016: 10,83 TWh, 2015: 7,4 TWh) und 4,13 TWh von solchen in der Ostsee (2019: 3,95 TWh, 2018: 2,35 TWh, 2016: 1,26 TWh, 2015: 0,8 TWh). Die (theoretische) Kapazität der Nordsee-OWP lag Ende 2019 bei 6436 MW (2018: 5313 MW, 2017: 4687 MW), die Leistungsfähigkeit der Ableitungen über Seekabel des Übertragungsnetzbetreibers der deutschen Nordsee-Windparks Tennet lag bei 7132 MW (2018: 6232 MW). Die bis 2019 höchste Einspeiseleistung der Nordsee-Windenergieanlagen betrug am 5. Dezember 2019 6077 MW.
Der Anteil des Offshore-Windstroms an der gesamten Windstrom-Erzeugung in Deutschland lag 2020 bei 20,3 % (2019: 19,97 %). Ende 2023 waren offshore-Windkraftanlagen mit einer installierten Gesamtleistung von 8536 MW in Betrieb. Das war die höchste offshore-Leistung der EU und die zweithöchste in Europa (nach Großbritannien). 2023 deckten die Anlagen etwa 5 % des deutschen Elektrizitätsbedarfs.

#### Wirtschaftlichkeit
Der Fördersatz für OWP-Anlagen, die bis 2015 ans Netz gegangen sind, beträgt 15 ct/kWh für die ersten zwölf Betriebsjahre (Anfangsvergütung). Diese Anfangsvergütung verlängert sich für jede über zwölf Seemeilen hinausgehende volle Seemeile um 0,5 Monate sowie für jeden über eine Wassertiefe von 20 Metern hinausgehenden vollen Meter Wassertiefe um 1,7 Monate. Erst danach sinkt die Vergütung auf 3,5 ct/kWh, den die Erzeuger für den Offshore-Strom erhalten. Auf die Dauer der EEG-Vergütung von 20 Jahren beträgt die durchschnittliche Vergütung damit für Offshore-Windstrom mindestens 10,4 ct/kWh (bei 12 Seemeilen Küstenentfernung und einer Wassertiefe von maximal 20 Metern), womit sie weit oberhalb der Vergütung von Photovoltaik-Freiflächenanlagen liegt (siehe auch hier).
Da Offshore-Windparks in Deutschland jedoch im Normalfall nicht in Küstennähe, sondern 30–100 km von der Küste entfernt in 20–50 Meter tiefem Wasser errichtet werden, wodurch sich die Anfangsvergütung in der Regel deutlich verlängert, sind die 10,4 ct/kWh als unterstmögliche Einspeisevergütung zu sehen. BARD Offshore 1 als relativ weit von der Küste entfernter Offshore-Windpark liegt beispielsweise rund 60 Seemeilen vor der Küste in etwa 40 Meter tiefem Wasser. Dadurch verlängert sich bei ihm die Anfangsvergütung rechnerisch durch die vergleichsweise große Küstenentfernung um ca. zwei Jahre (48 × 0,5 Monate), durch die Wassertiefe (20 × 1,7 Monate) um knapp drei Jahre, insgesamt also um etwa fünf Jahre. Die mittlere Einspeisevergütung über 20 Betriebsjahre betrüge dann etwa 13,3 ct/kWh.
Alternativ war auch ein Stauchungsmodell möglich, bei dem für vor 2018 errichtete Windparks als Anfangsvergütung die ersten acht Jahre 19 ct/kWh gewährt werden. Werden die 12 Seemeilen Küstenentfernung sowie 20 Meter Wassertiefe überschritten, so werden analog dem oben geschilderten Mechanismus über den verlängerten Zeitraum (s. o.) 15 ct/kWh gezahlt, nach Ablauf dieser Verlängerung 3,5 ct/kWh.
Seit 2017 wird die Förderungshöhe im Wettbewerb per Auktion nach dem Windenergie-auf-See-Gesetz als Marktprämie festgelegt. Bei den letzten Ausschreibungen wurden mehrere Flächen ohne Förderung über den Netzanschluss hinaus bezuschlagt, müssen sich also mit den Marktpreisen für den erzeugten Strom refinanzieren.

#### Kostensenkungspotential der Offshore-Windenergie
Die Kostensenkungspotentiale der Offshore-Windenergie sind 2013 vom Hersteller von Offshore-Windenergieanlagen Siemens Windenergie beziffert worden. Demnach sollten die Kosten der Erzeugung von Offshore-Windstrom bis zum Jahr 2020 um 40 % gesenkt werden, danach sollen noch weitere Kostensenkungen möglich werden. Siemens sah das Kostensenkungspotential insbesondere durch Gewichtsreduzierungen, industrielle Serienfertigung, Einführung längerer Rotorblätter und größerer Nabenhöhen sowie bessere Logistik zu erreichen, auch wird an schwimmende Fundamente gedacht. Prognos machte 2013 in der Senkung der Wartungs- und Betriebskosten sowie Finanzierungskosten die größten Potenziale aus. Insgesamt schätzten sie das Kostensenkungspotenzial innerhalb der nächsten zehn Jahre auf 32 bis 39 %.

#### Ausbaupläne
Im Juni 2024 stellte das Bundesamt für Seeschifffahrt und Hydrographie einen Flächenentwicklungsplan vor, der bis 2037 einen Ausbau der deutschen offshore-Windkraft auf eine Leistung von 60 GW vorsieht.
Die Verbände Bundesverband Windenergie, Bundesverband der Windenergie Offshore, VDMA, Stiftung Offshore Windenergie und weitere haben am 15. Juli 2024 eine Bilanz vorgestellt. Demnach sind bisher Anlagen mit einer Kapazität von 8,9 Gigawatt in Betrieb (davon 7,3 Gigawatt in der Nordsee).
Im ersten Halbjahr 2024 trugen sie 13,8 Terawattstunden (6,3 Prozent) zur Stromerzeugung in Deutschland bei. 36 WKA mit einer Gesamtleistung von 377 Megawatt kamen hinzu. Die Windparks Gode Wind III (in der Nordsee) und Baltic Eagle (in der Ostsee) sind fast fertiggestellt.

### Finnland
Stand 2017 bis 2024
Finnland betreibt seit September 2017 offshore-Windkraftanlagen mit einer installierten Gesamtleistung im Bereich von etwa 71 MW bis 73 MW. Sie befinden sich in drei Offshore-Windparks mit insgesamt 19 Generatoren.
Entwicklungsgeschichte
2010 wurde in einem Pilotprojekt eine Offshore-Windkraftanlage mit 2,3 MW errichtet. Rund um die Pilotanlage wurde dann der erste finnische Windpark Tahkoluoto vor der Küste des gleichnamigen Industriegebiets bei Pori errichtet. Zu ihm gehören zehn Anlagen von Siemens mit jeweils 4 MW, die mittels Schwerkraftfundamenten in der Ostsee bis zum September 2017 installiert wurden. Er hat somit insgesamt eine Nennleistung von 42,3 MW.
Geplanter Ausbau
Der Windpark Tahkoluoto soll mit bis zu 45 weiteren Windkraftanlagen ausgebaut werden. Ein Windpark vor Korsnäs wurde zunächst mit einer Kapazität von 1,3 GW geplant, ausgeschrieben und zugeteilt, er soll nach neueren Plänen auf 3 GW erweitert werden.

### Frankreich
Stand 2024
Frankreich hatte Ende 2024 offshore-Windkraftanlagen mit einer installierten Gesamtleistung von 1500 MW im Betrieb. Sie lieferten 2024 etwa 1 % des französischen Strombedarfs.
Entwicklungsgeschichte
Ende 2021 erhielt Frankreich Strom aus 2 MW an Offshore-Windkraftanlagen. Frankreichs erster Windpark, der Offshore-Windpark Banc de Guérande bei Saint-Nazaire hat 80 Windkraftanlagen zu je 6 MW und erreicht damit eine Gesamtleistung von 480 MW. Ende März 2022 waren 60 der 80 Gründungen dieses Windparks fertiggestellt, und Mitte April wurde die erste Anlage errichtet. Die vollständige Inbetriebnahme des gesamten Parks fand im November 2022 statt. Damit hatte Frankreich Ende 2022 offshore-Windkraftanlagen mit einer installierten Gesamtleistung von 482 MW im Betrieb. 2023 wurden Offshore-Anlagen mit einer Leistung von 360 MW ans Netz angeschlossen, die sich in den damals noch unfertigen Windparks Fécamp und Saint-Brieuc befinden, so dass Ende 2023 eine Leistung von 842 MW installiert war.
Frankreich hatte ab Mai 2024 offshore-Windkraft mit einer installierten Gesamtleistung von 1475 MW im Betrieb. Davon gehören 480 MW zu Frankreichs erstem großen Offshore-Windpark Banc de Guérande. Zwei weitere große Windparks wurden im Mai 2024 offiziell in Betrieb genommen: der Windpark Fécamp vor Fécamp in der Normandie mit 497 MW aus 71 Windkraftanlagen und der erste Windpark der Bretagne, der Windpark Saint-Brieuc mit 496 MW aus 62 Turbinen. Drei weitere Windparks befinden sich im Bau: Yeu/Noirmoutier (500 MW), Courseulles-sur-Mer (450 MW) and Diepe/Le Tréport (500 MW).
Geplanter Ausbau
Frankreich plante im April 2020, bis 2028 insgesamt bis zu 8,75 GW an Kapazität auszuschreiben. Zusammen mit bereits genehmigten Projekten sollen im Jahr 2028 insgesamt 12.4 GW an Offshore-Kapazität entweder in Betrieb oder in der Entwicklung sein. Im März 2022 unterzeichnete die Regierung eine Vereinbarung, die bis 2050 einen Ausbau der Offshore-Windkraft auf 40 GW vorsieht, verteilt auf 50 Windparks. Bis 2035 sollen davon 18 GW errichtet sein. Das Ziel für 2050 wurde 2023 auf 45 GW angehoben.

### Großbritannien
Stand Ende 2024

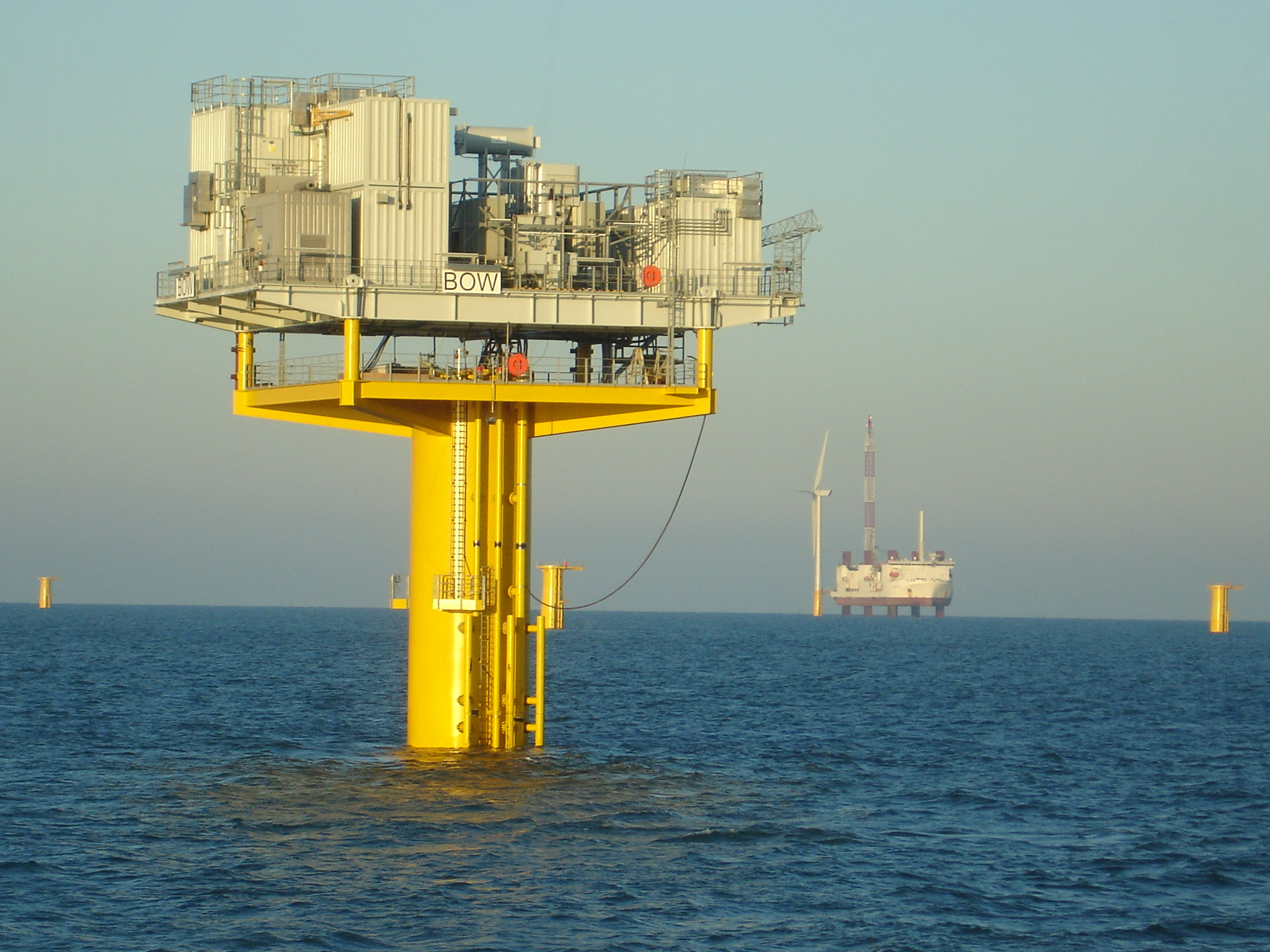
Umspannplattform der britischen Barrow Offshore Wind Farm

Großbritannien hatte Ende 2024 offshore-Windkraftanlagen mit einer installierten Gesamtleistung von 15933 MW in Betrieb, mehr als jedes andere Land in Europa und etwas weniger als die gesamte offshore-Leistung der EU, die Ende 2024 20623 MW betrug. Jeweils 17 % des britischen Elektrizitätsbedarfs wurden 2023 und 2024 mit offshore-Windkraft gedeckt, das war nach Dänemark der zweithöchste Wert im weltweiten Vergleich.
Entwicklungsgeschichte
Das Vereinigte Königreich setzte früher als die meisten anderen Staaten auf den starken Ausbau der Offshore-Windenergie. Bereits 1998 begannen Verhandlungen der Windbranche mit der Regierung zum Zweck der Ausweisung von Vorranggebieten innerhalb der 12-Seemeilen-Zone, die zum Crown Estate gehören. Daraufhin wurden Richtlinien erlassen und schließlich Projekte ausgeschrieben, die als „Round 1“ bezeichnet werden. Als erstes Round-1-Projekt wurde 2003 der Windpark North Hoyle mit 60 MW in Betrieb genommen, weitere Windparks folgten. Durch die Errichtung nur wenige Kilometer vor der Küste in flachem Wasser konnten sowohl Installation und Netzanschluss verhältnismäßig einfach und damit vergleichsweise günstig realisiert werden. Anschließend folgten zwei weitere, als „Round 2“ und „Round 3“ bezeichnete Ausschreibungsverfahren, die den Bau größerer Offshore-Windparks zum Zweck hatten.
Die Vergütung erfolgte nicht einheitlich und wurde zwischenzeitlich verändert. Im April 2009 erhöhte die britische Regierung die Vergütung des Offshore-Stroms, indem zwei statt wie bislang ein Zertifikat pro erzeugter Megawattstunde erteilt wurde. Ein Zertifikat entspricht etwa 3 Cent pro kWh. Seit April 2010 gibt es ähnlich wie in Deutschland eine Vergütung, die Windenergie ist außerdem von Abgaben befreit.
Ende 2017 verfügte Großbritannien mit ca. 6.835 MW (von etwa 1700 WEA) über die weltweit größte installierte Offshore-Kapazität, bis zum Jahr 2020 soll eine Offshore-Leistung von 10.000 MW aufgebaut werden. WEA mit 1.400 MW waren in Bau, weitere WEA mit 3.240 MW sind genehmigt. London Array ist mit 630 MW der bislang größte in Betrieb befindliche Offshore-Windpark der Welt, im Endausbau soll er über eine Kapazität von ca. 1.000 MW verfügen. Auf Rang zwei folgt der am 8. August 2013 eröffnete Windpark Greater Gabbard mit einer Leistung von 504 MW. Zukünftig sind in den Ausschreibungen nach Round 3 noch größere Windparks geplant. Größter Windpark soll der Offshore-Windpark Dogger Bank auf der Doggerbank werden; er soll auf einer Fläche von 8.660 km² errichtet werden.
Im Jahr 2019 kamen 1.764 MW Offshore-Kapazität hinzu.  Ende 2023 lag die installierte Gesamtleistung bei 14756 MW.

### Japan
Stand Ende 2024
Im Jahr 2024 errichtete Japan 100 MW offshore-Windleistung und hatte damit Ende 2024 eine installierte offshore-Gesamtleistung von 288 MW.
Entwicklungsgeschichte
2003 wurde vor Japan das erste Offshore-Windprojekt Asiens mit 1,3 MW gebaut. Ende 2013 verfügte Japan über 17 WEA mit zusammen 49,7 MW installierter Leistung. Durch die besondere topographische Lage Japans mit steil abfallenden Küsten ist die Nutzung von Offshore-Windparks mit konventionellen Gründungsstrukturen erheblich erschwert. Deshalb setzte Japan stärker als andere Staaten auf schwimmende Gründungen. Erste Testprojekte wurden Ende 2013 umgesetzt. Auf lange Sicht soll in den Gewässern vor Fukushima der größte schwimmende Windpark der Welt entstehen. Bis 2015 hätten zwei weitere große Windkraftanlagen mit je 7 MW folgen sollen. 2020 waren vor Japan schwimmende Windparks mit 12 MW installiert. Die Erprobungsanlagen vor Fukushima waren nach Ministeriumsangaben zu wenig profitabel und wurden außer Betrieb genommen, so dass Ende 2022 die Gesamtleistung für Japans schwimmende Windkraft mit 5 MW angegeben wurde. Insgesamt betrieb Japan Ende 2022 laut GWEC offshore-Windparks mit einer installierten Gesamtleistung von 136 MW.
Der Bau der ersten kommerziellen Windparks, die nicht Test- und Demonstrationszwecken dienen, begann 2021. Der Akita-Noshiro-Windpark hat eine Gesamtleistung von 139 MW und besteht aus zwei Teilen: Dem Windpark beim Hafen von Akita, der im Januar 2023 mit seinen 13 Windkraftanlagen und einer Gesamtleistung von 55 MW in Betrieb ging, sowie dem Windpark beim Hafen von Noshiro, der 20 Windkraftanlagen mit insgesamt 84 MW enthält und der im Dezember 2022 seinen Betrieb aufnahm.
Durch den Zubau von 62 MW Windleistung im Jahr 2023 betrieb Japan Ende 2023 offshore-Windparks mit einer installierten Gesamtleistung von 188 MW. Davon waren 34,2 MW küstennahe Projekte („semi-offshore“) und 153,5 MW gehörten zu offshore-Anlagen im engeren Sinne.
Geplanter Ausbau
Im Dezember 2020 gab die japanische Regierung Pläne bekannt, bis 2030 Offshore-Kapazität von 10 GW aufzubauen, bis 2040 von 45 GW. Diese Ziele waren auch im Dezember 2023 noch aktuell. Zu den geplanten Projekten gehört ein Windpark vor den Städten Murakami und Tainai, der mit 38 Windkraftanlagen mit jeweils 18 MW Nennleistung eine Gesamtleistung von 684 MW erreichen soll, sowie zwei weitere Windparks mit 420 MW bzw. 315 MW, die ebenfalls 2028 oder 2029 in Betrieb gehen sollen.

### Niederlande
Stand 2023 und 2024
Die Niederlande betrieben Ende 2023 und auch Ende 2024 offshore-Windparks mit einer installierten Gesamtleistung von 4738 MW. 2023 deckten diese 11 % des Elektrizitätsbedarfs des Landes, 2024 etwa 14 %. Das war jeweils der dritthöchste Wert weltweit (nach Dänemark und Großbritannien).
Entwicklungsgeschichte
Die Niederlande waren nach Dänemark das zweite Land, das die Offshore-Windenergienutzung vorantrieb. 1994 wurde mit Lely ein erster Nearshore-Windpark bestehend aus vier 500-kW-Anlagen im IJsselmeer errichtet. 1996 folgte mit Irene Vorrink (z. T. auch als Dronten bezeichnet) ein weiterer Nearshore-Windpark im IJsselmeer. Dort kamen 28 600-kW-Anlagen von Nordtank zum Einsatz, die in unmittelbarer Nähe zur Küste errichtet wurden, was dem Windpark eine Gesamtleistung von 16,8 MW verleiht. 2006 und 2008 wurden mit Egmond aan Zee (108 MW) und Prinses Amalia (120 MW) zwei echte Offshore-Windparks in der Nordsee errichtet. Mitte 2015 wurde der Offshore-Windpark Luchterduinen mit 43 WEA des Typs Vestas V112-3.0 MW fertiggestellt. Ein Jahr später ging der im IJsselmeer gelegene Nearshore-Windpark Westermeerwind mit 129 MW in Betrieb.
Mit Stand Mai 2017 waren nach der Inbetriebnahme von Gemini Windkraftanlagen mit einer Leistung von rund einem Gigawatt in Betrieb. Bis 2023 sollen Offshore-Windparks mit einer kumulierten Leistung von ca. 4½ GW installiert sein, bis 2030 11,5 GW. Mitte 2016 erhielt das Unternehmen Dong Energy den Zuschlag für den Bau des aus zwei Teilflächen zu je 350 MW bestehenden Windparks Borssele. Mit einem Angebotspreis von 7,27 Cent pro Kilowattstunde war er der Offshore-Windpark mit den damals günstigsten Stromgestehungskosten der Welt. 2017 ging unter anderem der Offshore-Windpark Gemini (752 MW) in Betrieb, 2020 Borssele I + II (752 MW), 2021 Borssele III + IV (730 MW).
Im Oktober 2020 verfügten die Niederlande über 2,44 GW an Offshore-Windkapazität. Ende 2020 waren es 2,61 GW und Ende 2021 insgesamt 3,00 GW. Damit hatten die Niederlande 5,3 % der weltweiten Offshore-Windkraftleistung in Betrieb und waren damit nach der VR China (48,4 %), Großbritannien (21,9 %) und Deutschland (13,5 %) auf dem vierten Platz der Länder mit der meisten Leistung.
2023 gingen der Offshore-Windpark Hollandse Kust Zuid (1529 MW) und der Offshore-Windpark Hollandse Kust Noord (Phasen 1 + 2, zusammen 759 MW) in Betrieb.

### Schweden
Stand 2021 bis 2024
Ende 2021 und auch Ende 2024 hatte Schweden 4 Offshore-Windparks mit einer Gesamtleistung von 192 MW in Betrieb.
Entwicklungsgeschichte
Wie im Artikel Liste der Offshore-Windparks in Schweden ersichtlich, hat Schweden seit 2013 keinen neuen Windpark mehr in Betrieb genommen. Bis 2016 und bis 2018 wurden ältere Windparks zurückgebaut, so dass die Windleistung, die 2015 bei 213 MW gelegen hatte, in dieser Zeit sank.
Geplanter Ausbau
Weitere Anlagen mit einer Gesamtleistung 8,5 GW befinden sich in der Entwicklung. Dazu gehört auch der Aurora-Windpark mit 5,5 GW, der zwischen Gotland und Öland entstehen soll, sowie das schwedische Gebiet im Windpark Kriegers Flak.

### Südkorea
Stand Ende 2024
Südkorea hatte Ende 2024 offshore-Windkraftanlagen mit einer installierten Gesamtleistung von 246 MW im Betrieb.
Entwicklungsgeschichte
Vor Südkorea wurden 2020 Offshore-Anlagen mit einer Gesamtleistung von 60 MW in Betrieb genommen, was für Südkorea ein Rekordwert war und womit es im weltweiten Vergleich des Zubaus auf Platz 6 lag. Zusammen mit den schon vor 2019 gebauten Anlagen mit insgesamt 73 MW ergab sich eine installierte Gesamtleistung von 133 MW. Ende 2021 und auch Ende 2022 waren offshore-Windparks mit einer installierten Gesamtleistung von 142 MW im Einsatz. Ende 2023 waren es 146 MW; 2024 wurden 100 MW installiert.
Geplanter Ausbau
Im Februar 2021 kündigte Südkorea an, bis 2030 einen Offshore-Windpark mit einer Kapazität von 8,2 GW aufbauen zu wollen.

### Taiwan
Stand Ende 2024
Taiwan hatte Ende 2024 offshore-Windparks mit einer installierten Gesamtleistung von 3037 MW im Einsatz, das waren 3,7 % der weltweiten Offshore-Leistung.
Entwicklungsgeschichte
Taiwan nahm im Jahr 2021 offshore-Windkraftanlagen mit einer Leistung von zusammen 109 MW in Betrieb; Ende 2021 waren damit 237 MW am Netz. Für 2021 war die Inbetriebnahme einer Leistung von über 1 GW geplant gewesen, verteilt auf drei Projekte. Aufgrund der Pandemie verzögerte sie sich und musste verschoben werden. 2022 wurden 1175 MW neu in Betrieb genommen, wodurch sich die Leistung auf 1412 MW erhöhte. 2023 wurden weitere 692 MW angeschlossen. Taiwan hatte damit Ende 2023 offshore-Windparks mit einer Gesamtleistung von 2104 MW im Einsatz, das waren 2,8 % der weltweiten Offshore-Leistung.
Geplanter Ausbau
2023 wurde erwartet, dass Taiwan in den folgenden fünf Jahren offshore-Anlagen mit insgesamt 6,9 GW zubauen wird.

### USA
Stand Ende 2024
Die USA hatten Ende 2024 offshore-Windparks mit einer installierten Gesamtleistung von 174 MW im Einsatz.
Entwicklungsgeschichte
Der erste US-amerikanische Windpark ist der 2016 eröffnete Offshore-Windpark Block Island vor Rhode Island. Er hat eine Leistung von 30 MW und besteht aus fünf Windkraftanlagen mit je 6 MW von Alstom/GE. Vom dänischen Entwickler Alpha Wind Energy war 2015 ein Projekt auf mehreren Flächen verteilt vor der hawaiianischen Küste mit über insgesamt 100 Windenergieanlagen in Planung. Da die Wassertiefen dort 700 bis 1000 Meter betragen, sollen schwimmende Fundamente zum Einsatz kommen.
Für den Offshorepark Coastal Virginia Offshore Wind wurde die erste Phase des Pilotprojekts mit einer Kapazität von zwölf Megawatt im Jahr 2020 fertiggestellt. Der Bau soll 2026 abgeschlossen sein. Ziel ist eine Kapazität von mehr als 2,6 GW. Ein erster großer Offshore-Windpark (Vineyard Wind vor Massachusetts, 24 km vor Martha’s Vineyard) mit einer Kapazität von 806 MW sollte 2023 ans Netz gehen; es lieferte im Januar 2024 den ersten Strom.
Die USA hatten Ende 2022 und auch Ende 2023 offshore-Windparks mit einer installierten Gesamtleistung von 42 MW im Einsatz.
Geplanter Ausbau
Im März 2021 verkündete die US-Regierung, bis 2030 insgesamt 30 GW an Offshore-Kapazität aufbauen zu wollen. Bis 2050 stellt die Regierung Biden eine installierte Leistung von 110 GW in Aussicht. Das ökonomisch nutzbare technische Potenzial für Offshore-Windkraft vor den Küsten der USA und in den Great Lakes wird auf 2000 GW Kapazität oder 7.200 TWh jährlicher Erzeugung geschätzt, was annähernd das Doppelte des Stromverbrauchs der USA im Jahr 2016 darstellt.
Die Energiekommission Kaliforniens (CEC) hat empfohlen, in den Gewässern vor Kalifornien bis 2030 Offshore-Windkraft mit einer Gesamtleistung von 2 bis 5 GW aufzubauen; bis 2045 wurde ein vorläufiges Maximalziel von 25 GW vorgeschlagen.

### Vietnam
Stand Ende 2021 bis Ende 2024
In den Gewässern vor Vietnam waren 2021 und unverändert auch Ende 2024 Windkraftanlagen mit einer installierten Gesamtleistung von 874 MW in Betrieb.
Entwicklungsgeschichte
Im Gezeitenbereich der Küste Vietnams (nearshore) wurden im Jahr 2021 Windkraftwerke mit einer Gesamtleistung von 779 MW in Betrieb genommen, womit Vietnam 2021 an dritter Stelle der neu installierten Offshore-Windkapazität lag. Die Anlagen verteilten sich auf 20 Projektgebiete.
Vorgeschlagener Ausbau
Bis etwa 2027 sollen vor Vietnam offshore-Windprojekte mit einer Gesamtleistung von 2,2 GW verwirklicht werden. Die Weltbank empfiehlt einen Ausbau auf 25 GW bis 2035, um 12 % des Elektrizitätsbedarfs des Landes zu decken. Vietnam möchte Kohlekraftwerke bis 2040 abschalten und bis 2050 klimaneutral werden. Aus dem Ministerium für Industrie und Handel kam dazu der Vorschlag, bis 2030 einen Ausbau der offshore-Windkraft auf 7 GW und bis 2045 auf 66,5 GW anzustreben.

### Sonstige Länder
Stand Ende 2023
Weitere Länder, die Ende 2023 unverändert bis Ende 2024 offshore-Windkraft nutzten, waren Norwegen (101 MW, davon 88 MW im schwimmenden Windpark Hywind Tampen), Italien (30 MW), Irland (25 MW), Portugal (25 MW im schwimmenden Windpark Windfloat Atlantic), sowie Spanien (7 MW).
Ausbaupläne
Die Regierung Portugals plante 2022, zunächst 4 GW offshore-Windkraft zu versteigern und 10 GW bis 2030.
Die von Anthony Albanese geleitete Regierung Australiens stellte im Mai 2024 Pläne vor, nach denen vor Gippsland im Meer zwischen den Bundesstaaten Victoria und Tasmanien 12 Windparks mit einer Gesamtleistung von 25 GW errichtet werden sollen.

## Dokumentationen
- Video: Experiment der Woche: Wie verankert man eine Windenergieanlage im Meer?. Leibniz Universität Hannover 2011, zur Verfügung gestellt von der Technischen Informationsbibliothek (TIB), doi:10.5446/1784.
- 2021: Millimeterarbeit bei Wind und Wetter – Windparkmontage vor Sylt. tv affairs, 45 Min., Produktion: Willie Brandl, Redaktion: Wolfdieter Gautzsch[189]
- 2024: Windparks im Meer – Chance oder Risiko für die Natur?. Arte, 53 Min., Regie: Susanne Brahms[190]